# Abbaye Saint-Pierre de Vertheuil
Pour les articles homonymes, voir Saint-Pierre.
L'abbaye Saint-Pierre est une ancienne abbaye située sur la commune de Vertheuil, dans le département de la Gironde, en France.

## Localisation
L'abbaye Saint-Pierre se trouve au centre du bourg de Vertheuil.

## Historique
L'histoire de l'abbaye Saint-Pierre est mal connue, car il ne reste que peu d'archives. Il semble que Guillaume VIII d'Aquitaine (1058-1086) en serait le fondateur, car il est  mentionné dans une bulle pontificale du 4 mai 1179, par laquelle le pape Alexandre III prenait sous sa protection l'abbaye et la plaçait sous la règle des chanoines réguliers de saint Augustin. L'abbaye fut certainement fondée avant 1081, car il existe une charte datée de 1081, où le captal de Vertheuil (Girald) confirme toutes les donations faites par son père (Aefredus) en faveur de l'église.
La légende locale raconte que l'abbaye est construite sur les fondations d'une église paléochrétienne, elle-même construite sur les ruines d'une villa gallo-romane.
L'abbé Baurein fait remonter l'origine de l'abbaye au Xe siècle et il donne une liste des abbés à partir de 1106, commençant avec Eudon, un religieux bénédictin de l'abbaye de La Sauve-Majeure. Elle est occupée par les chanoines réguliers de saint Augustin à partir du XIIe siècle.
De l’antique monastère, restent seulement des vestiges d’arcades, des caves voûtées, les soubassements de certains  murs actuels, un four à pain et le mur de l’ancien cuvier.
Lors des guerres de Religion, en 1577, elle subit le siège du vicomte de Castillon, chef des Huguenots du Médoc, et connait le pillage et la destruction des archives.
La reforme de Chancelade fut introduite en 1665.
Au milieu du XVIIIe siècle, l'abbaye compte une quarantaine de religieux avec à leur tête un abbé commendataire. Ils ne sont que trois à la veille de la Révolution.
En 1792, l'abbaye est déclarée bien national et est rachetée en 1797 par Robert Skinner, armateur bordelais d'origine écossaise. L'abbaye devint un lieu de résidence et fut dotée d'un parc à l'anglaise avec pièce d'eau, qui remplaça le potager des moines. De la famille Skinner, elle passe à la famille d'Elbaue, dont une fille héritière devient Mme de Kerillis (famille de Jacques Félix Calloc'h de Kerillis, Henri de Kérillis).
Depuis la mort du contre-amiral de Kerillis, le 14 juillet 1940, les propriétaires se sont succédé, mettant le bâtiment à mal, puisque l'aile gauche, qui abritait les cuisines, a disparu, ses pierres ayant été vendues.
L'Association Culture Loisirs animée par le curé de Vertheuil et les communes de Vertheuil, Cissac et Saint-Sauveur la racheta pour mettre un terme à cette démolition. Elle est revendue à la commune de Vertheuil en 1973.
En 1977 l'abbaye retrouve son ordonnance du XVIIIe siècle.
L'abbaye bénéficie de multiples protections au titre des monuments historiques : classement de l'église abbatiale en 1840, classement des vestiges de la salle capitulaire ainsi que des escaliers intérieurs en 1974, inscription des façades et toitures du bâtiment subsistant en 1974 et inscription de la cour antérieure, du jardin clos, des ruines de l'ancien moulin à eau en 1974.

## Le monastère
Les bâtiments claustraux furent plusieurs fois détruits et reconstruits. De la période médiévale, il ne reste plus que des vestiges des caves voutées (détruites après la Seconde Guerre mondiale), trois arcades gothiques du grand hall et une ouverture avec colonnes et chapiteaux sur le côté nord de l’église. La construction actuelle date de la restauration du XVIIIe siècle. C'est vers 1750 que furent construits, avec les pierres de démolition des murailles et des tours de guet du château fort, le nouveau logis des moines et les dépendances.

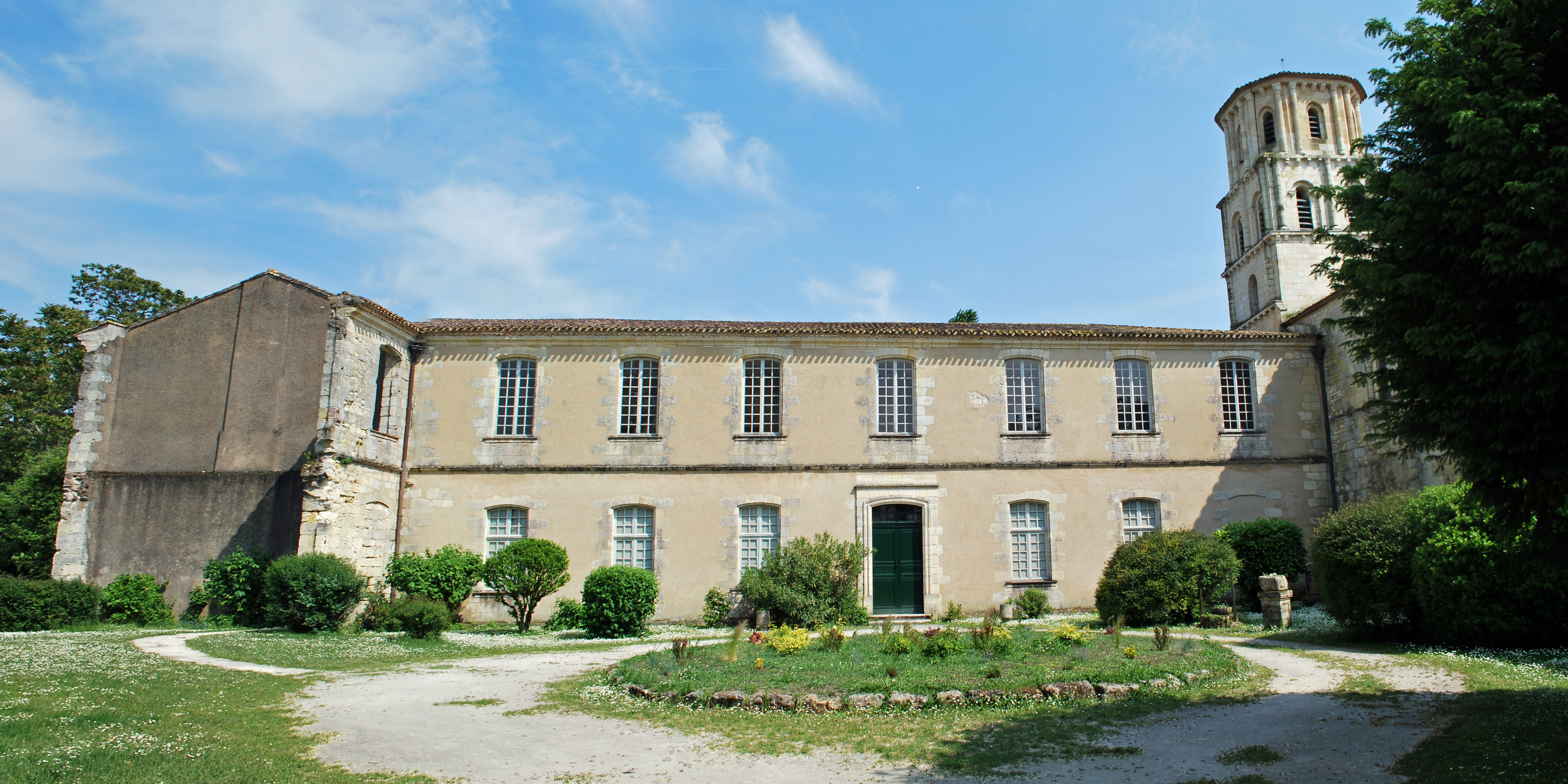
Façade ouest du monastère.
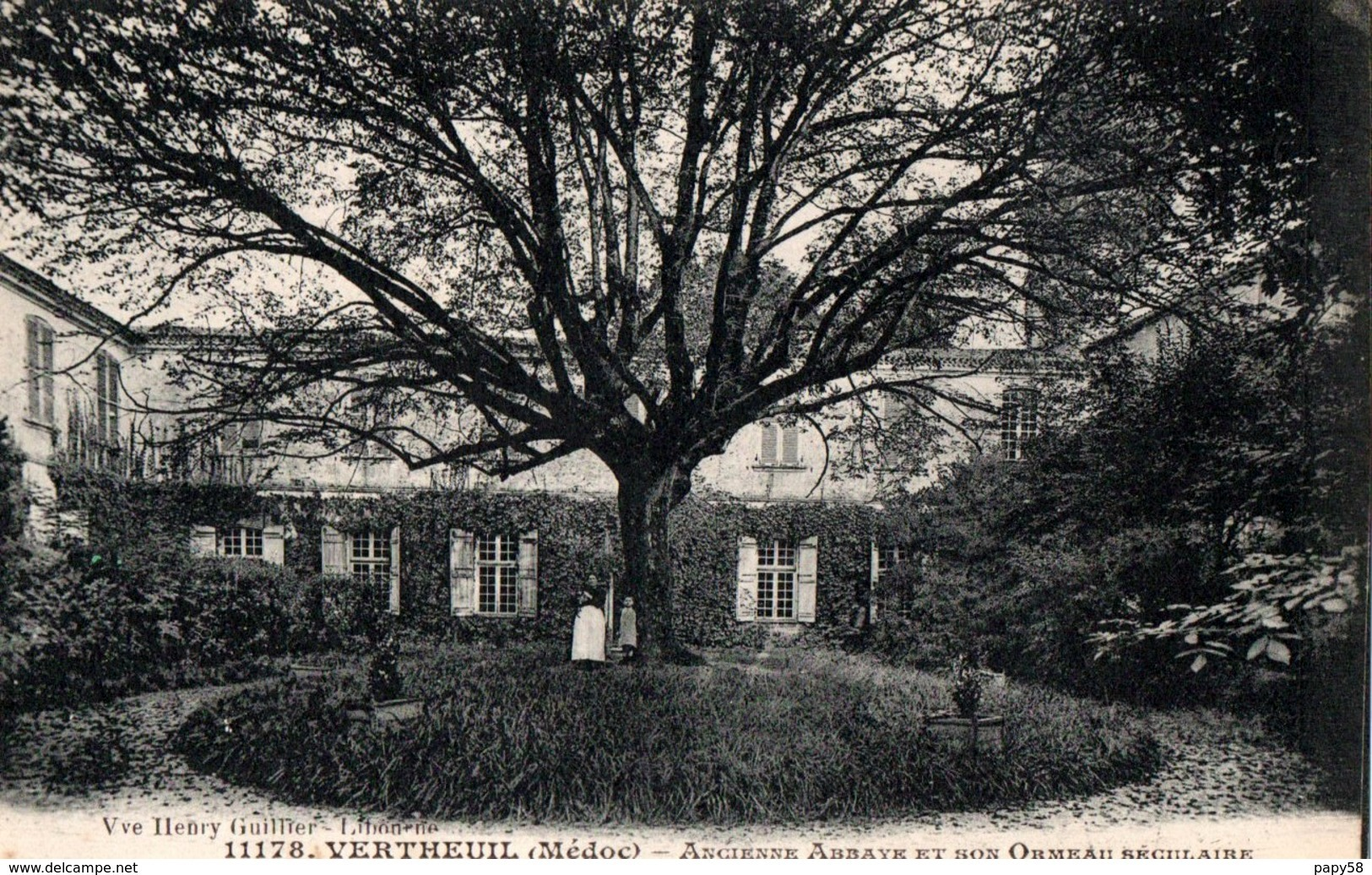
L'édifice vers 1905.
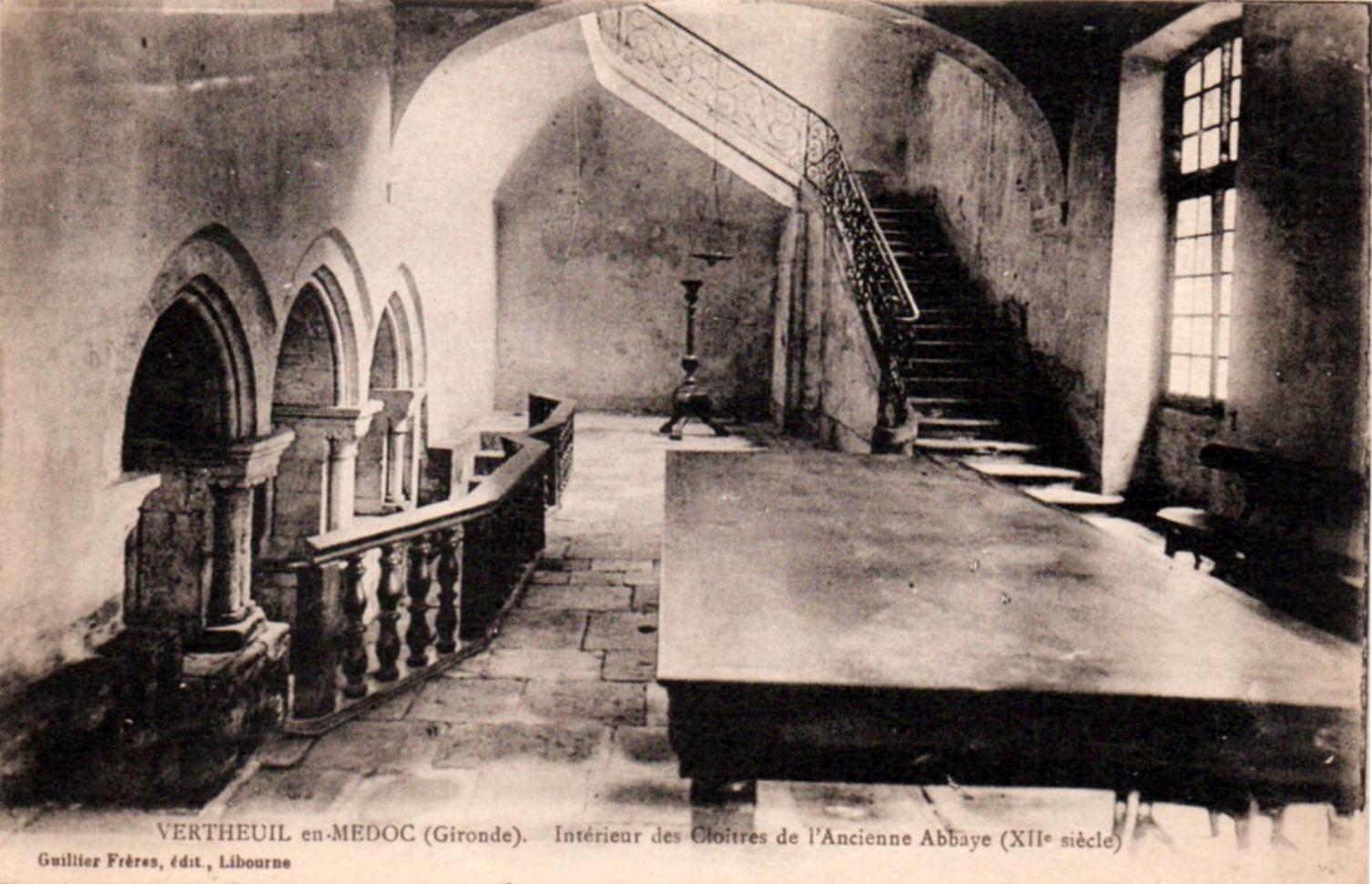
Vue du rez-de-chaussée.
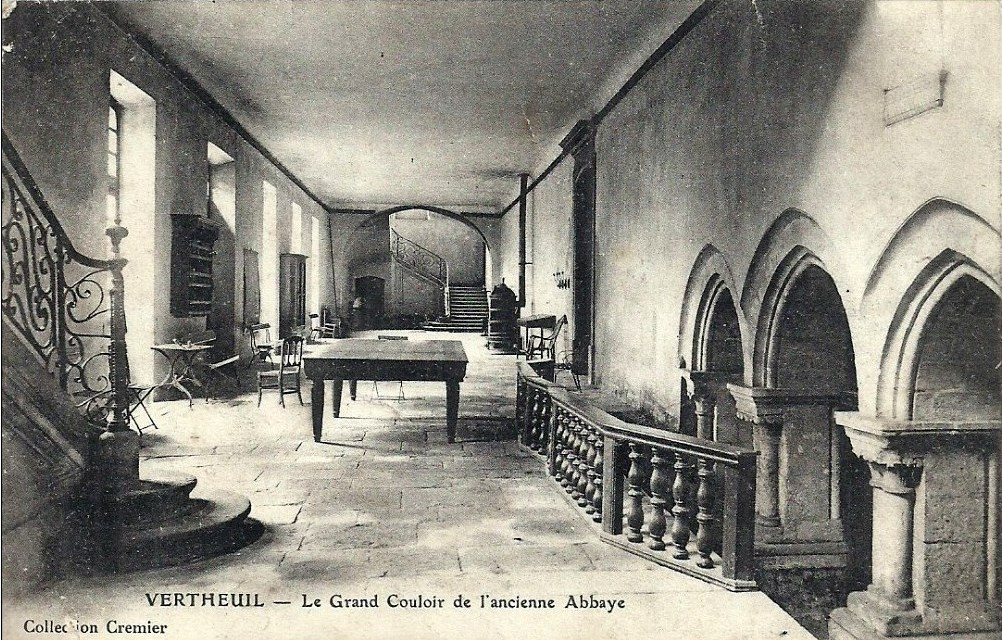
Vue du rez-de-chaussée.
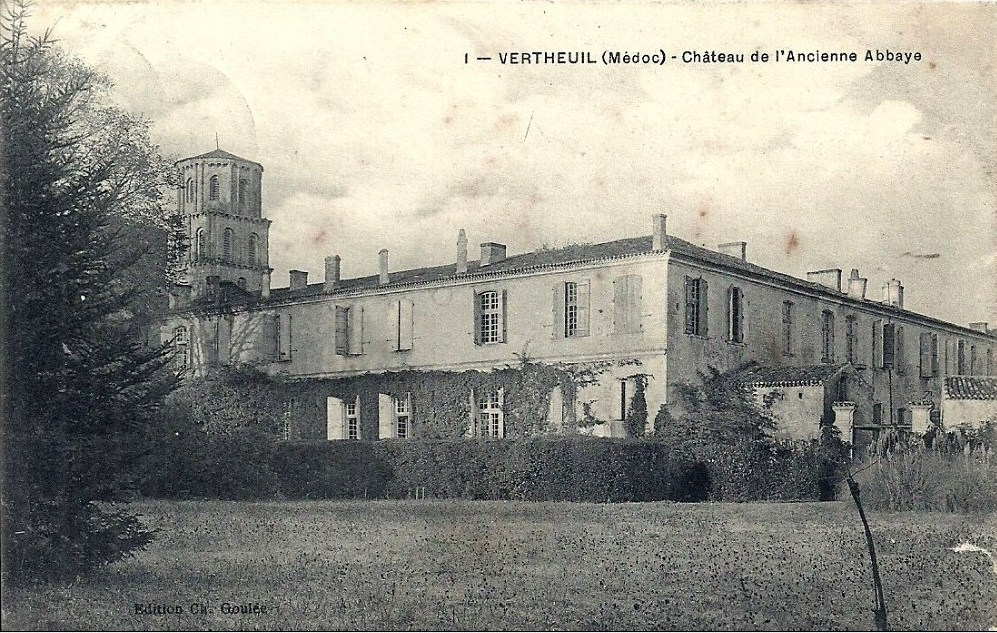
Façade est du monastère.
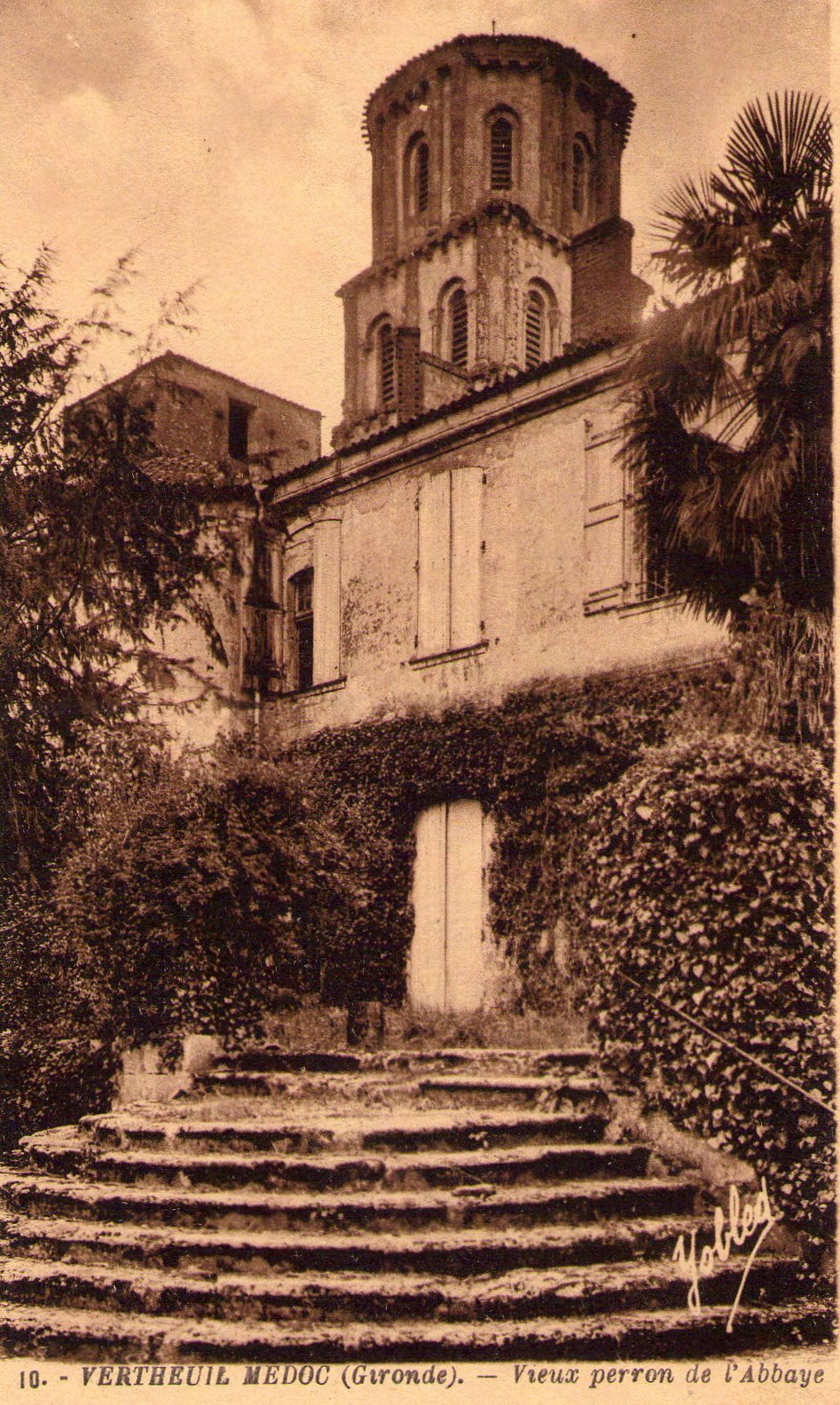
Façade est du monastère.

L’abbaye était construite sur un plan composé de deux ailes perpendiculaires. Le sol étant surélevé de 1,60 mètre pour échapper à l’humidité, la salle d’entrée se termine à chaque extrémité par un escalier.
L'église est accolée aux bâtiments, formant l'aile en retour, symétrique de l'aile nord, encore visible en 1905. L'aile nord a été démolie vers 1950 et les pierres vendues. L'ormeau séculaire, au centre, a été également abattu.
La porte d'entrée de la façade occidentale donne sur un vaste hall de 44 mètres de long sur 8 mètres de large et qui possède à chaque extrémité un escalier, celui de droite a une magnifique rampe de 16 mètres de développement, celui de gauche est plus ancien et plus somptueux que celui qui lui fait face, on y remarque les crosses des pères abbés.
À côté de l'escalier Sud trois grandes arcades ogivales, qui font partie de l'ancienne abbaye du Moyen Âge, ont été murées et redécouvertes en 1875 lors des travaux effectués par le propriétaire de l'époque, Richard d'Elbauve.
Une pièce en cours de réfection se trouve au premier étage, au-dessus de la sacristie et c'est là que se situe le clocher octogonal.
L’entrée dans la façade orientale se fait par une salle ornée de boiseries du XVIIIe siècle. Côté jardin, elle s’ouvre sur une grande terrasse avec un perron à sept marches, de style Louis XV.
On trouve dans le parc et dans les communs un four à pain et un petit moulin à moutarde. Au XIe siècle, le parc fut planté d'arbres aux essences rares, toutes à peu près disparues. La municipalité de Vertheuil replante ce parc au fil du temps.
La salle capitulaire et l'escalier intérieur sont classés par les monuments historiques et les façades, toiture, cour intérieure, jardin et ruines du moulin sont inscrits à l'inventaire des monuments historiques en 1974.

## L'église abbatiale
Les archives de l'abbaye de Vertheuil sont à peu près anéanties, et on n'a pas de document sur la construction de l'église. Sa construction commence à la fin du XIe siècle. L'orientation de l'église incline vers le sud.
L'église subit des modifications au XVe siècle. Un voûtement d'ogives remplace le berceau central de la nef et l'édifice est fortifié lors des guerres de Religion. Les chapelles du chevet sont surélevées et dotées de meurtrières et un clocher de défense est construit au sud. Elle fut assiégée et dévastée, en 1572, par le comte de Castillon.
En 1732, deux maîtres architectes de Bordeaux firent une visite des immeubles bâtis qui appartenaient à Vertheuil. Du procès-verbal il résulte que l'église était fort négligée : « il y avait sur les murs bien des herbes à arracher, des joints à refaire, des pierres à remplacer, des trous à boucher; la tête des divers contreforts était dégradée; les charpentes se trouvaient dans un état lamentable. » Le gros œuvre n'était pas trop atteint ; toutefois, les experts signalent dans le bas-côté Nord trois arcs doubleaux et trois voûtes, et dans le bas-côté Sud deux arcs doubleaux et une voûte « fendus par un grand effort; ce qui est très nécessaire de remédier au plus tôt ». Ils conseillaient d'arrêter le mouvement par des tirants en fer.
Son état général se détériorant toujours plus, l’église fut restaurée au XIXe siècle, successivement par les architectes Joseph-Adolphe Thiac, Paul Abadie père et Albert Couru.

### La nef

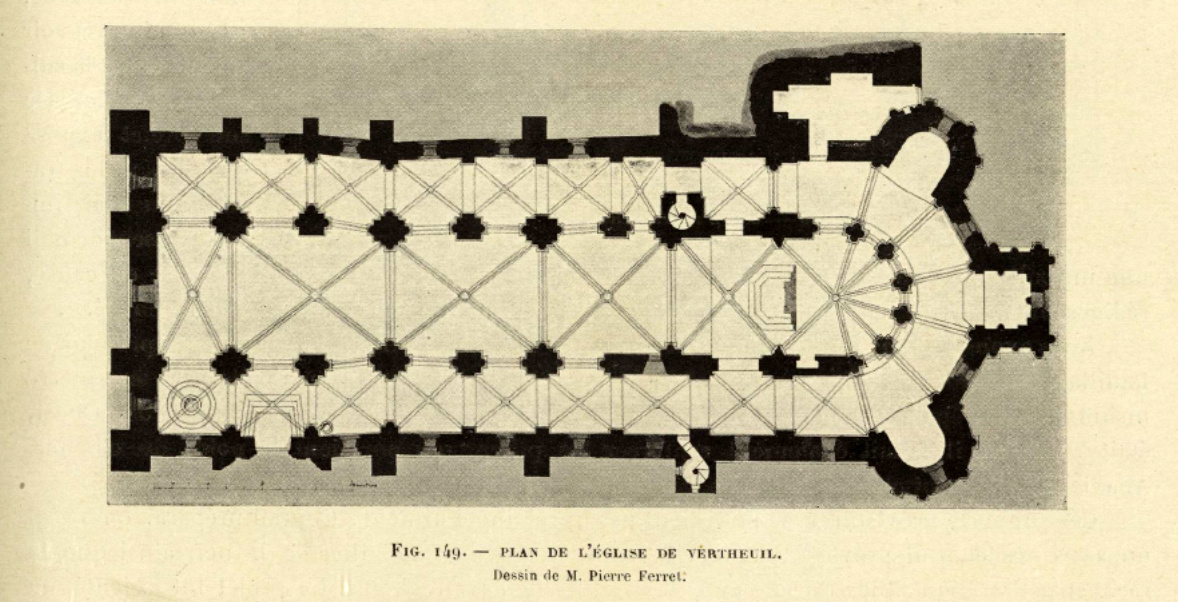
Plan de l'église de Vertheuil.

L'église se caractérise par une longue nef à quatre travées, dont la plus occidentale est rectangulaire au lieu d'être carrée. La nef est prolongée au nord et au sud par deux bas-côtés.
Les piliers entre la nef et les bas-côtés sont alternés de deux en deux, ils ont du côté de la nef un support pour le doubleau. La travée droite du chœur présente des arcades rétrécies et des supports renforcés, afin de mieux résister au poids des clochers qui sont élevés sur les bas-côtés. La longueur de la nef est 40,30 m et sa largeur de 8 m. Chaque bas-côté est large de 4 m.
La nef et le chœur sont voûtés d’ogives et les bas-côtés d’arêtes. Ces voûtes ont été reconstruites presque entièrement à la fin de la période gothique : une clef de voûte porte des fleurs de lys. On peut voir sous le toit les arrachements de la maîtresse voûte primitive; il reste également, au-dessus des deux travées occidentales du collatéral Sud et sous le clocher Nord, des spécimens d'anciennes voûtes des bas-côtés.
Du point de vue de la sculpture, la nef se divise en deux parties : 
- dans les trois piliers à l’ouest, la sculpture est variée, riche et très belle, avec des personnages et des scènes ;
- à l’est, les chapiteaux sont répétitifs et pauvres, et leur décor est composé à peu près uniquement de feuillages stylisés dont la pointe se recourbe en crochet.

Léo Drouyn pensait que cette seconde partie était plus ancienne. Dans ses Notes archéologiques, il met en avant cette cassure stylistique : « […] à partir du 4e pilier au sud-ouest, les sculptures changent de caractère et il est évident pour moi qu’elles sont plus anciennes que celles que je viens de décrire. Les travées ouest et les chapelles absidiales auraient ainsi été ajoutées à une époque plus avancée de la période romane. »
Jean-Auguste Brutails pensait le contraire : « Quant à la nef, la partie Ouest a une ornementation fort belle et nullement archaïque ; mais la partie orientale, de style plus systématisé, plus sèchement rationnel, dénote, à mon sens, une date moins reculée. Les travaux de l'église auraient marché de l'ouest vers l'est. »
Les piliers entre nef et collatéraux sont alternés : de deux en deux, ils ont du côté de la nef un support pour le doubleau. De plus, les trois premières paires de piliers à l'ouest ne sont pas combinées comme les paires suivantes : celles-ci sont plus simples et ont, sur les côtés, des pilastres sans colonnes engagées.
Les chapiteaux situés au sommet des piliers dans la partie ouest de la nef présentent un riche décor sculpté, typique de l'iconographie romane. 
- Chapiteaux
- Tireurs des commissures.
- Homme entouré de rapaces.
- Exhibitionnistes.

- Tireurs des commissures : sur chaque angle de la corbeille, au niveau de l'astragale, la tête d'un homme ; derrière lui, un homme, apparemment assis sur ses épaules, a mis les mains dans sa bouche et tire les commissaires.
- Homme et rapaces : sur la face principale du chapiteau, un homme debout, ses pieds sur l'astragale. Il est habillé en tunique courte et richement brodée. Ses mains sont en contact avec les ailes de deux énormes rapaces qui se trouvent sur les angles de la corbeille, leurs serres posées également sur l'astragale.
- Exhibitionnistes : sur chaque angle de la corbeille se trouve une femme nue, les pieds posés sur l'astragale et les jambes tenues écartées par des mains sur les cuisses. Ce type d'exhibitionnisme génital est très fréquent sur les modillons romans (voir Iconographie des modillons romans pour plus de détails). On le trouve également sur des chapiteaux de certains abbayes et monastères, par exemple au prieuré de Saint-Macaire.

Chapiteaux
Chapiteaux
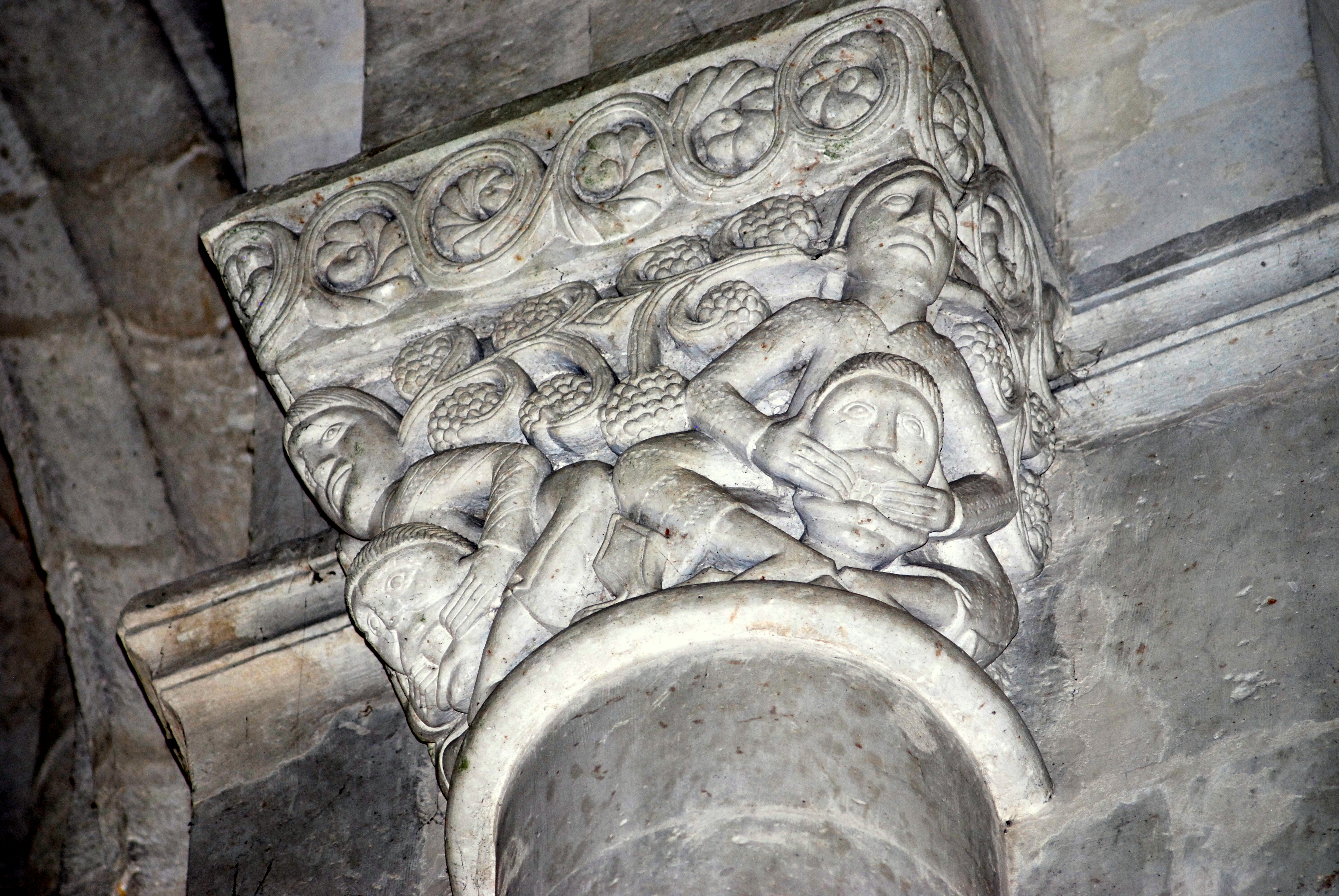
Tireurs des commissures.
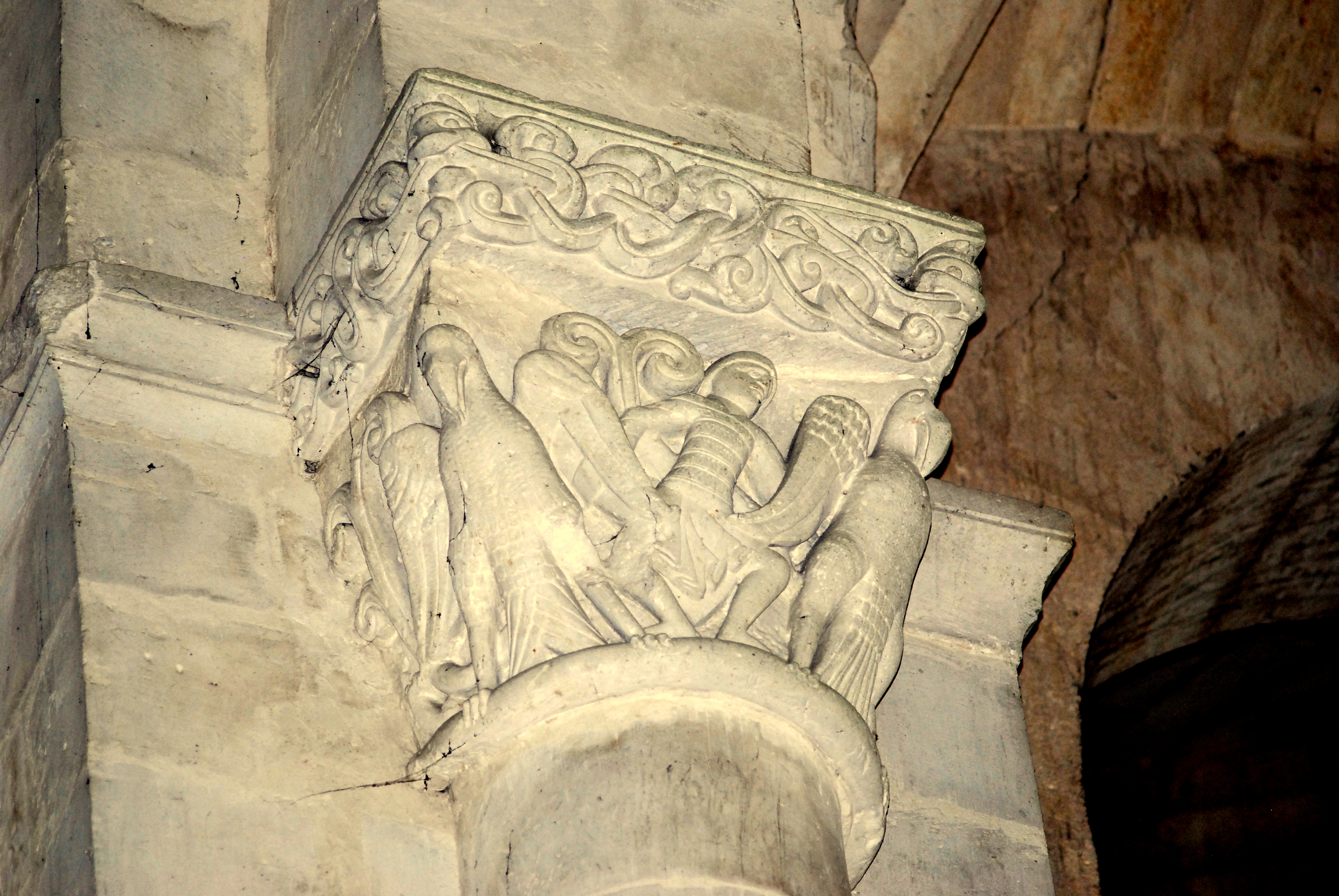
Homme entouré de rapaces.
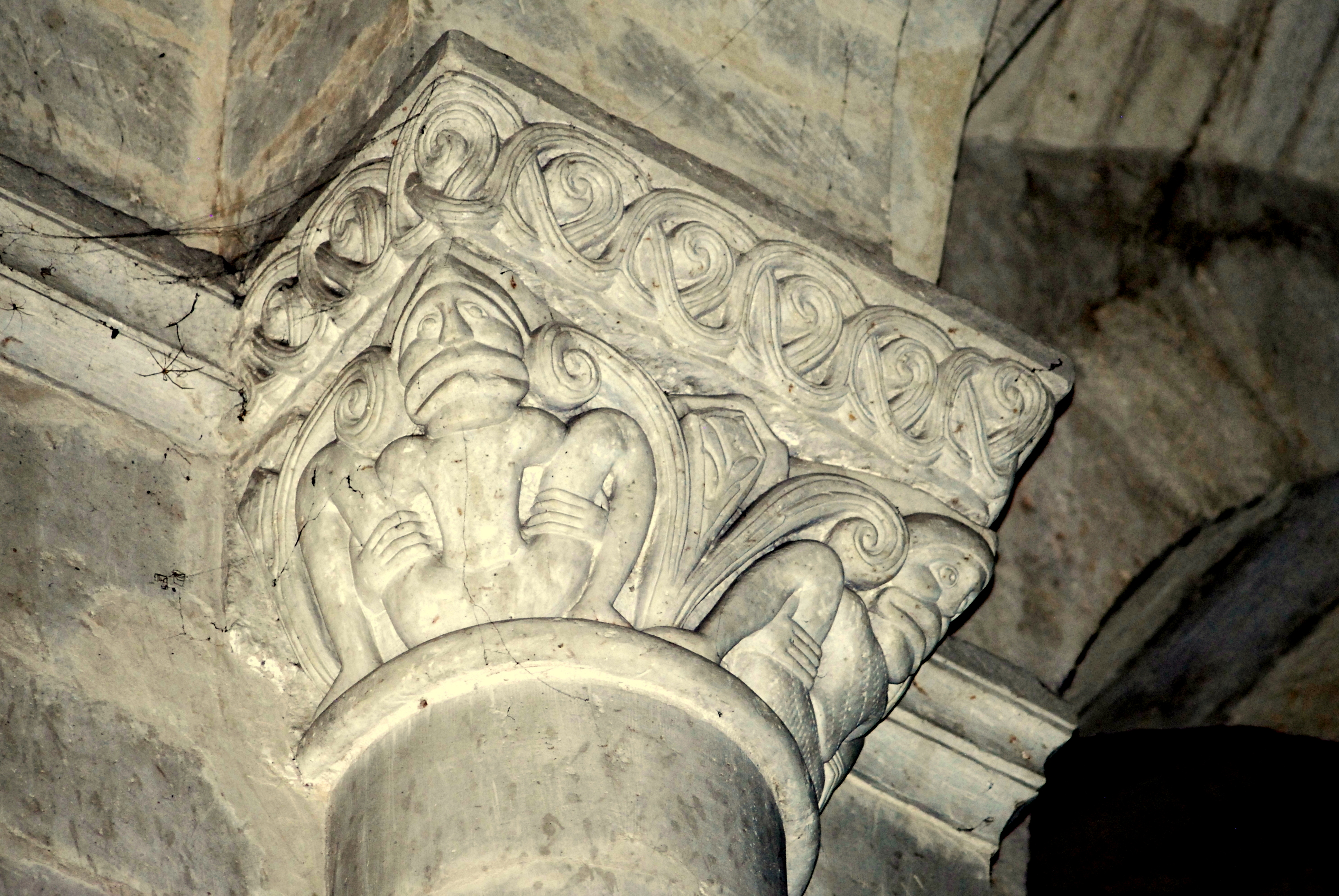
Exhibitionnistes.
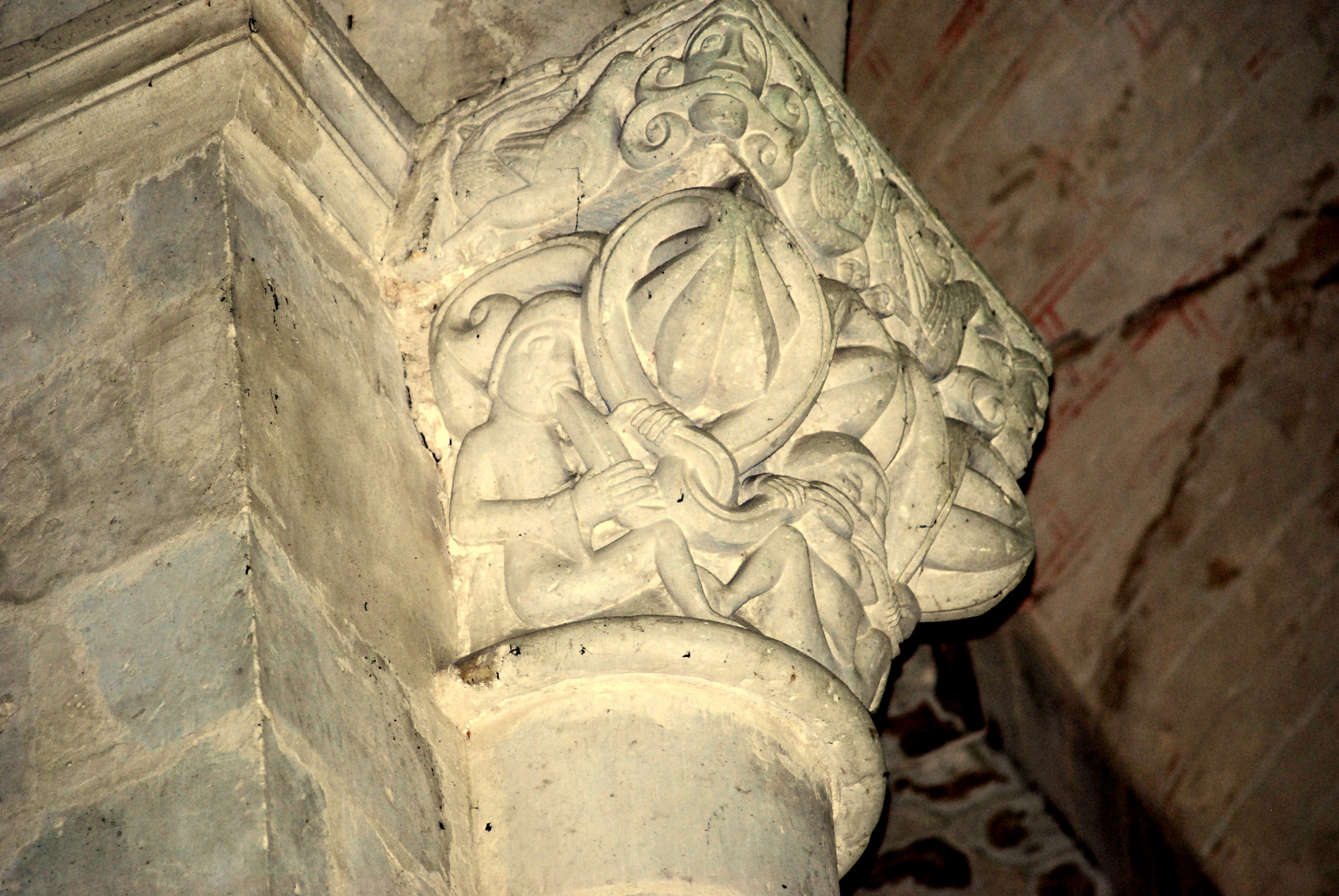
Hommes liés de bouche à bouche.
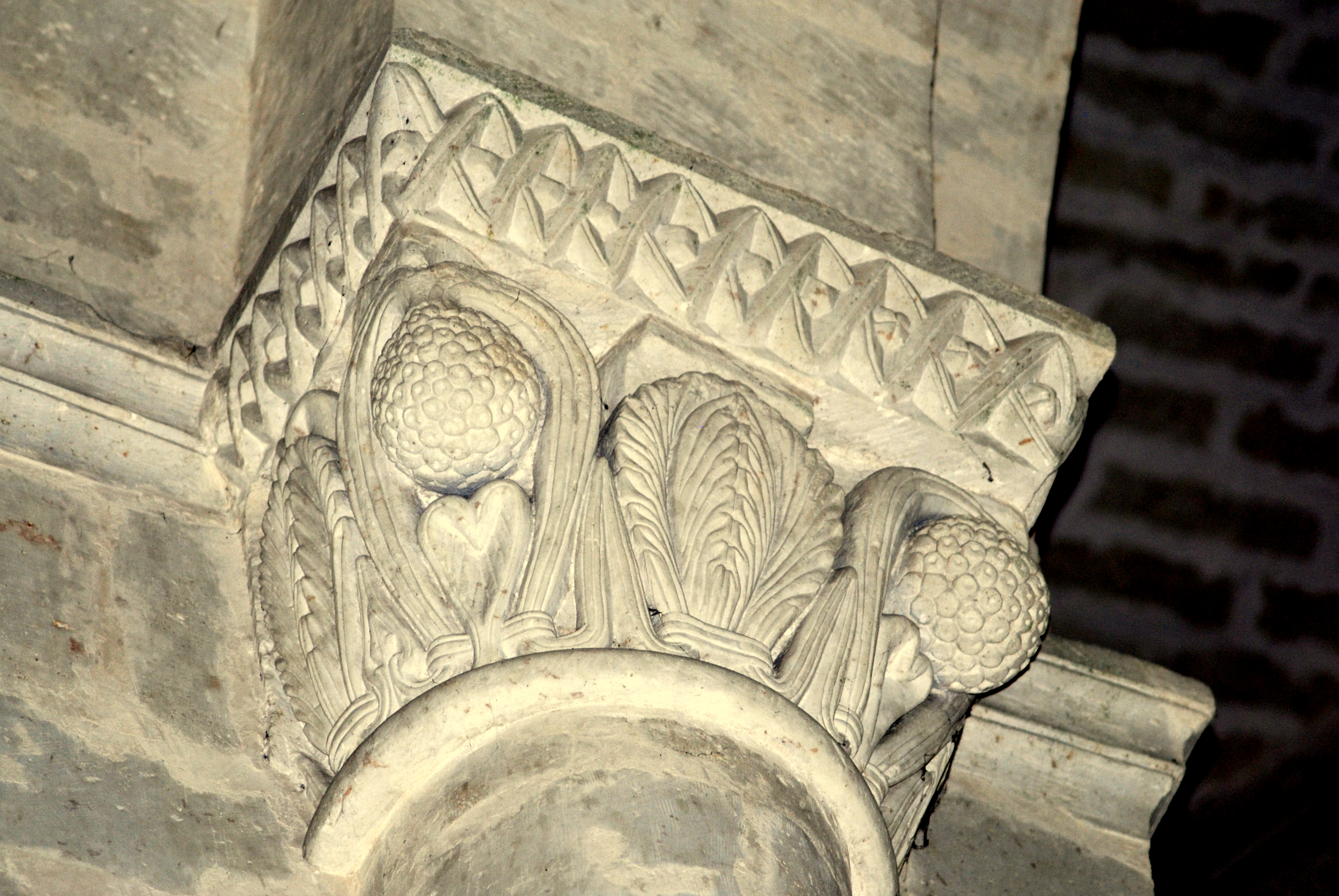
Fruit et feuilles.
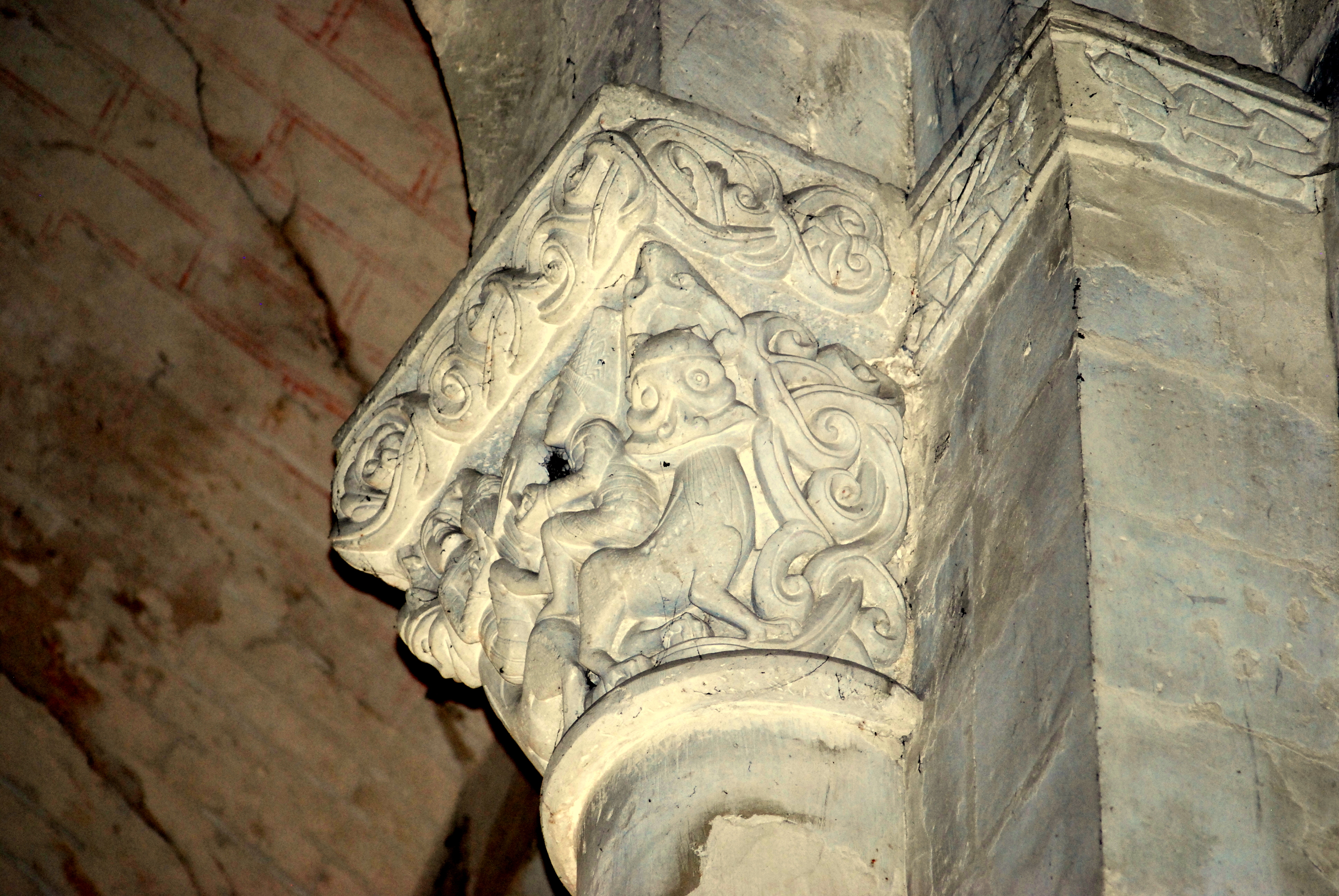
Lions montés à l'envers.

- Cracheurs de lianes.
- Fruits et feuilles : sur les trois faces du chapiteau on voit des feuilles ligaturées et sur les angles un fruit sphérique.
- Lions montés à l'envers : sur la face principale du chapiteau se trouvent deux lions adossés, leur tête sur les angles de la corbeille. Chaque lion est monté par un cavalier, mais l'homme est monté face à la croupe de la bête. Cette position est très dégradante pour l'homme.

La travée du chœur, moins longue que les précédentes, a une seule arcade sur chaque flanc et ses piles sont allongées dans le sens de l'axe. Ainsi, dans cette partie de l'église, les arcades sont rétrécies et les supports sont renforcés, afin de mieux résister à la pesée des clochers, qui sont élevés sur les bas côtés au droit du chœur. Les clochers ont, d'ailleurs, causé des désordres et nécessité des remaniements importants : il a fallu, à diverses époques, murer les arcades du chœur et quelques-unes des arcades voisines.

### Sanctuaire et déambulatoire
L’église ne comporte pas de transept, mais, élément très rare en Gironde, un déambulatoire, voûté en berceaux radiants trapézoïdaux, à partir duquel s’ouvrent trois chapelles. La seule autre église romane en Gironde avec un déambulatoire est l’église Notre-Dame de Guîtres.
L'abside avait auparavant sept grandes arcades, et ces sept grandes arcades s'ouvraient sur autant de travées du déambulatoire qui est divisé en travées trapézoïdales par des arcs transversaux en plein cintre, sur lesquels sont posés des berceaux rampants, en forme de demi-troncs de cône.
Sur le déambulatoire s’ouvrent  trois chapelles, celle du centre est carrée, les autres sont voûtées en cul-de-four. Elles furent toutes trois exhaussées et fortifiées au XVIe siècle durant les guerres de Religion.

Les trois chapelles du déambulatoire
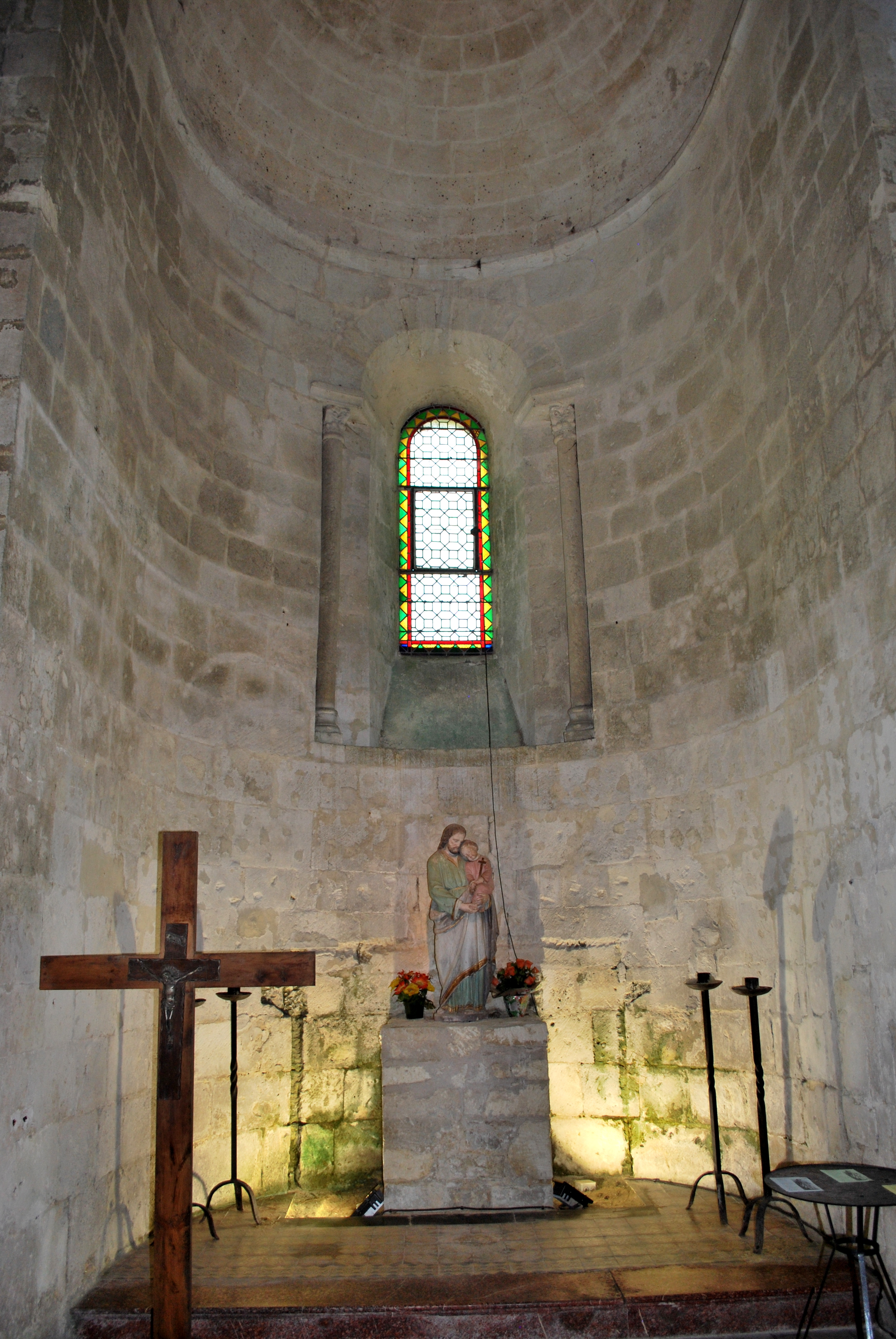
Absidiole nord-est.
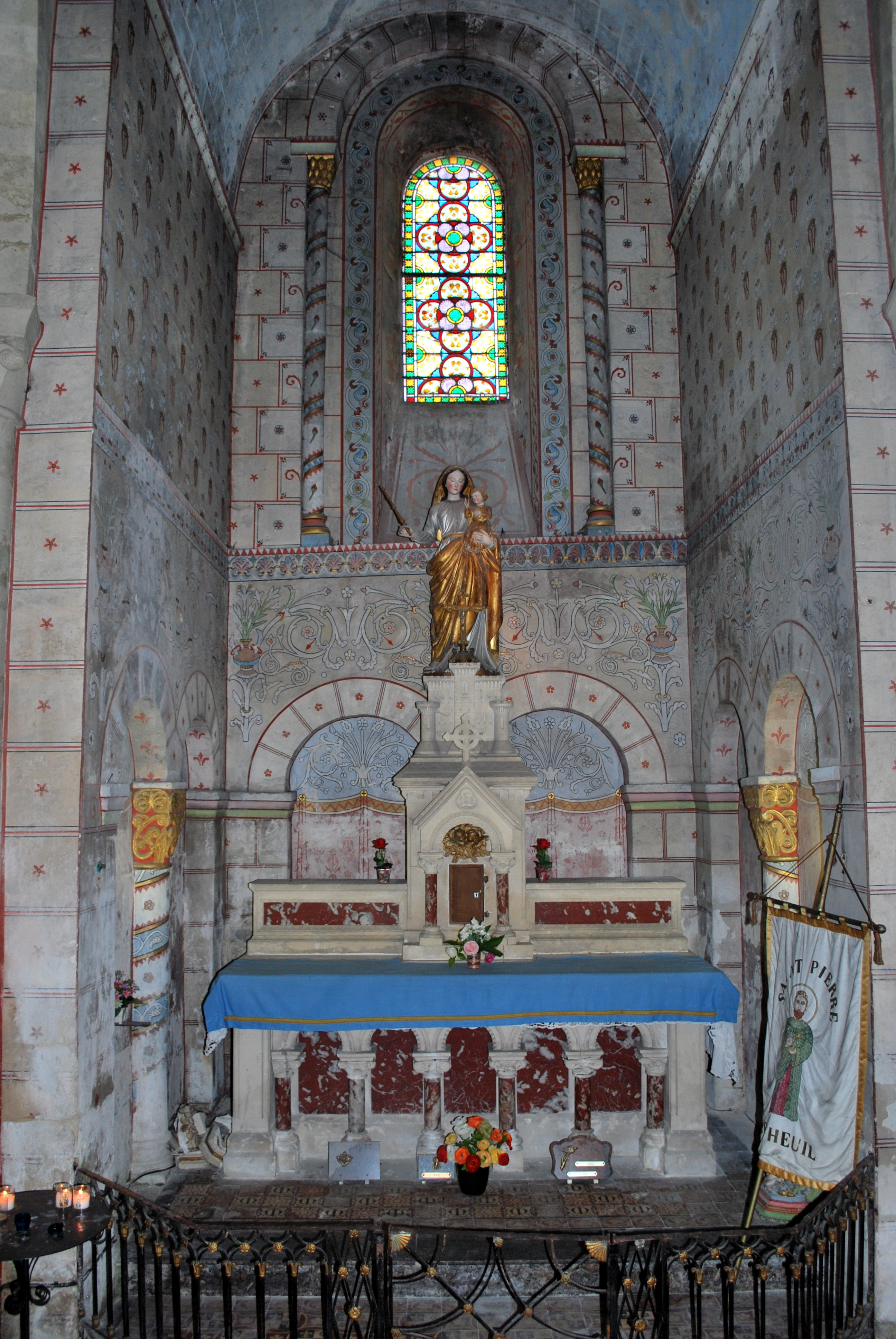
Absidiole est.
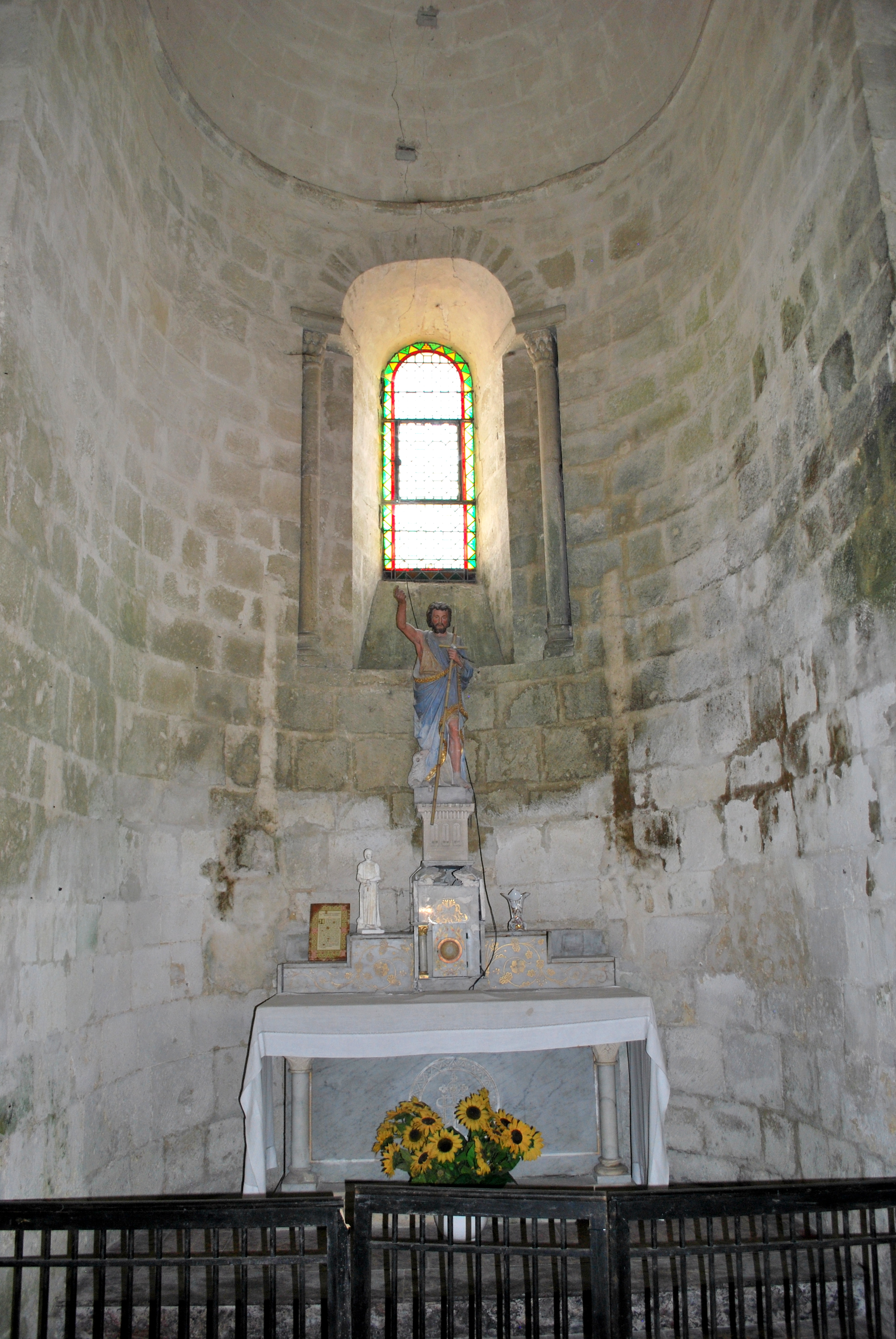
Absidiole sud-est.

#### Voûte du sanctuaire
La voûte du chœur est partagée en sept pans par des nervures qui s’appuient sur des culots sculptés.

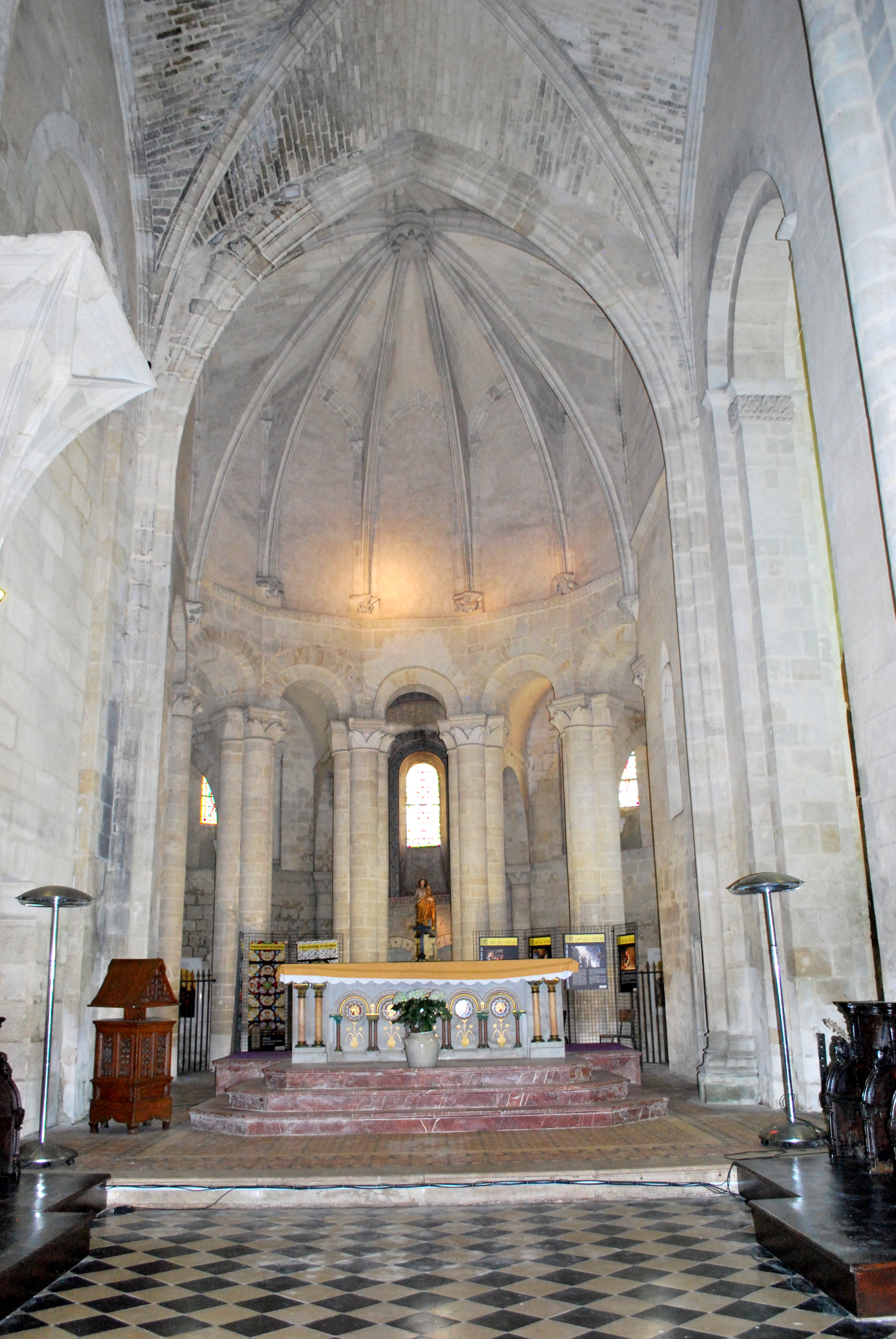
Autel majeur.
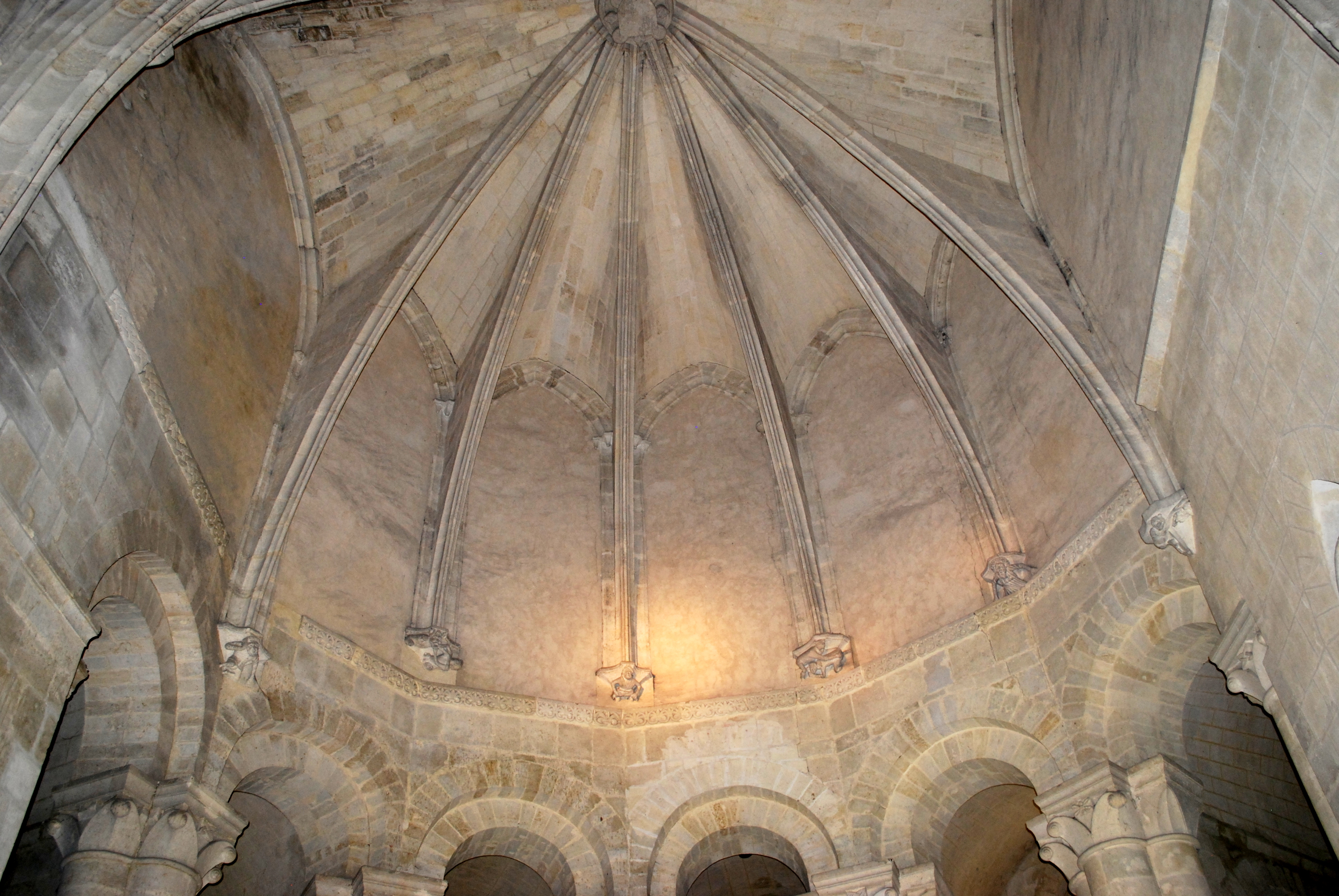
Voûte du sanctuaire.

Ces culots sont des représentations gothiques d'un thème recourant dans l'art roman : les péchés capitaux et en particulier la paresse et la luxure. (Voir Iconographie des modillons romans pour plus d'information à ce sujet.)

Culs-de-lampe des nervures de la voûte
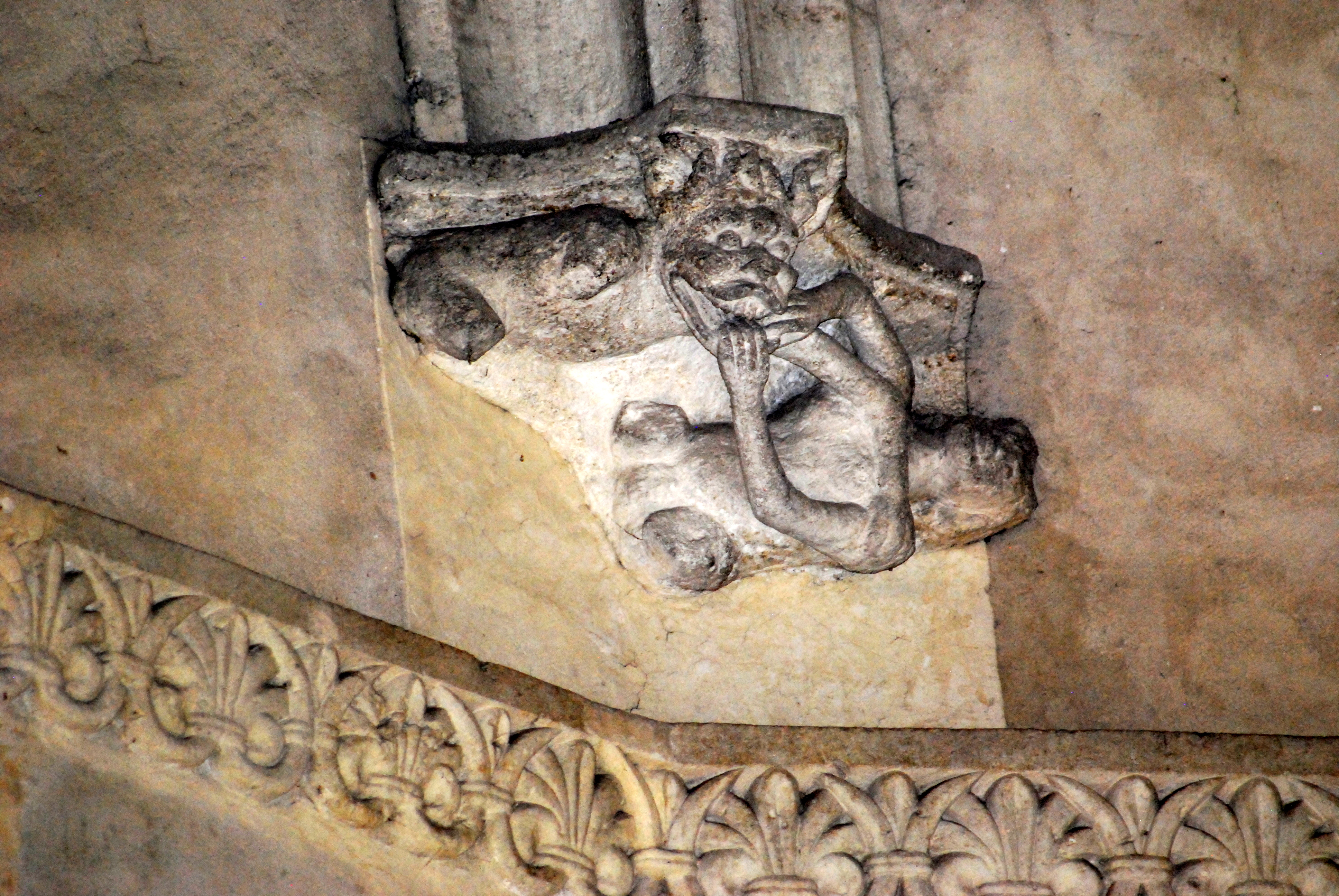
Se jeter dans la gueule de la bête.
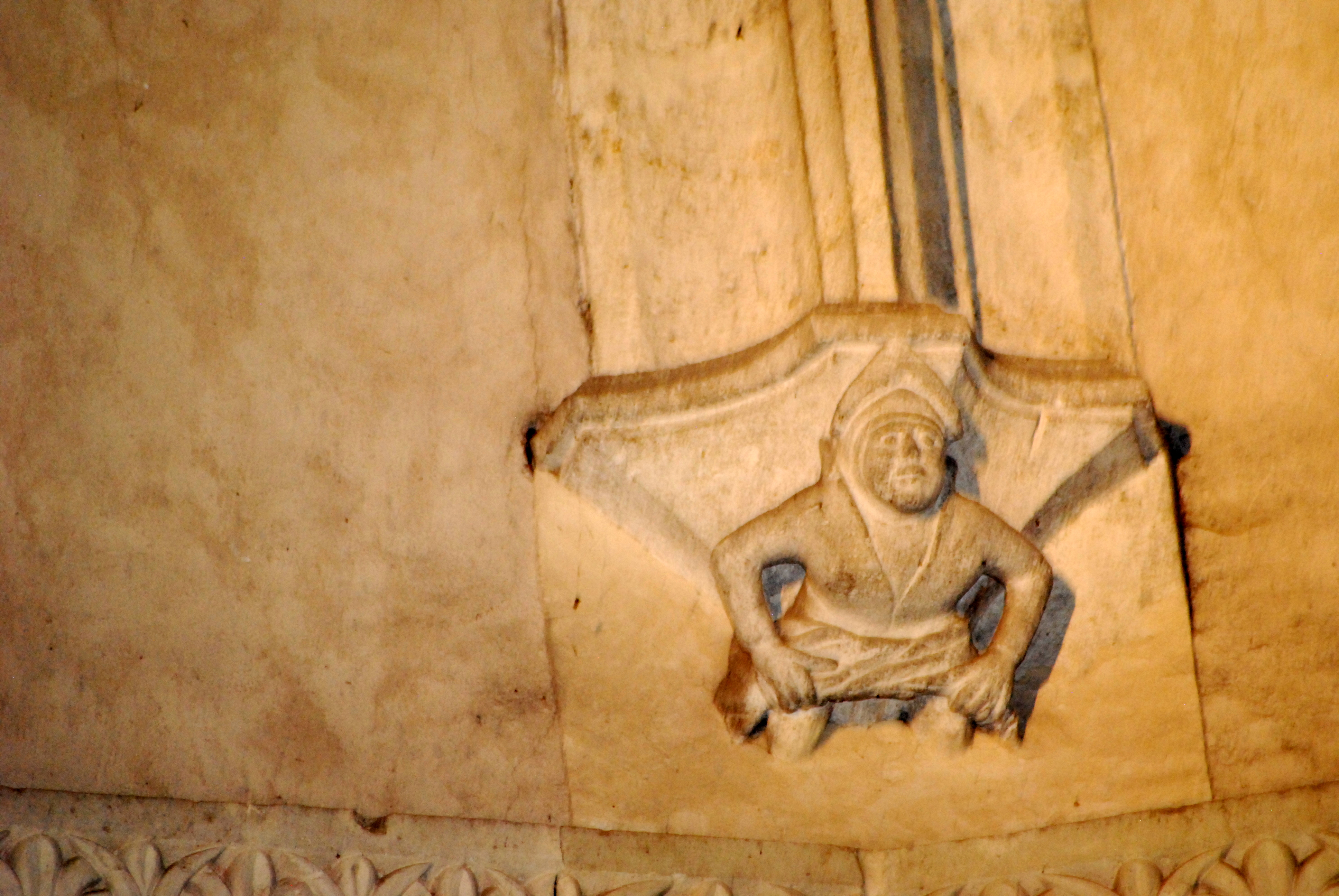
Femme exhibitionniste.
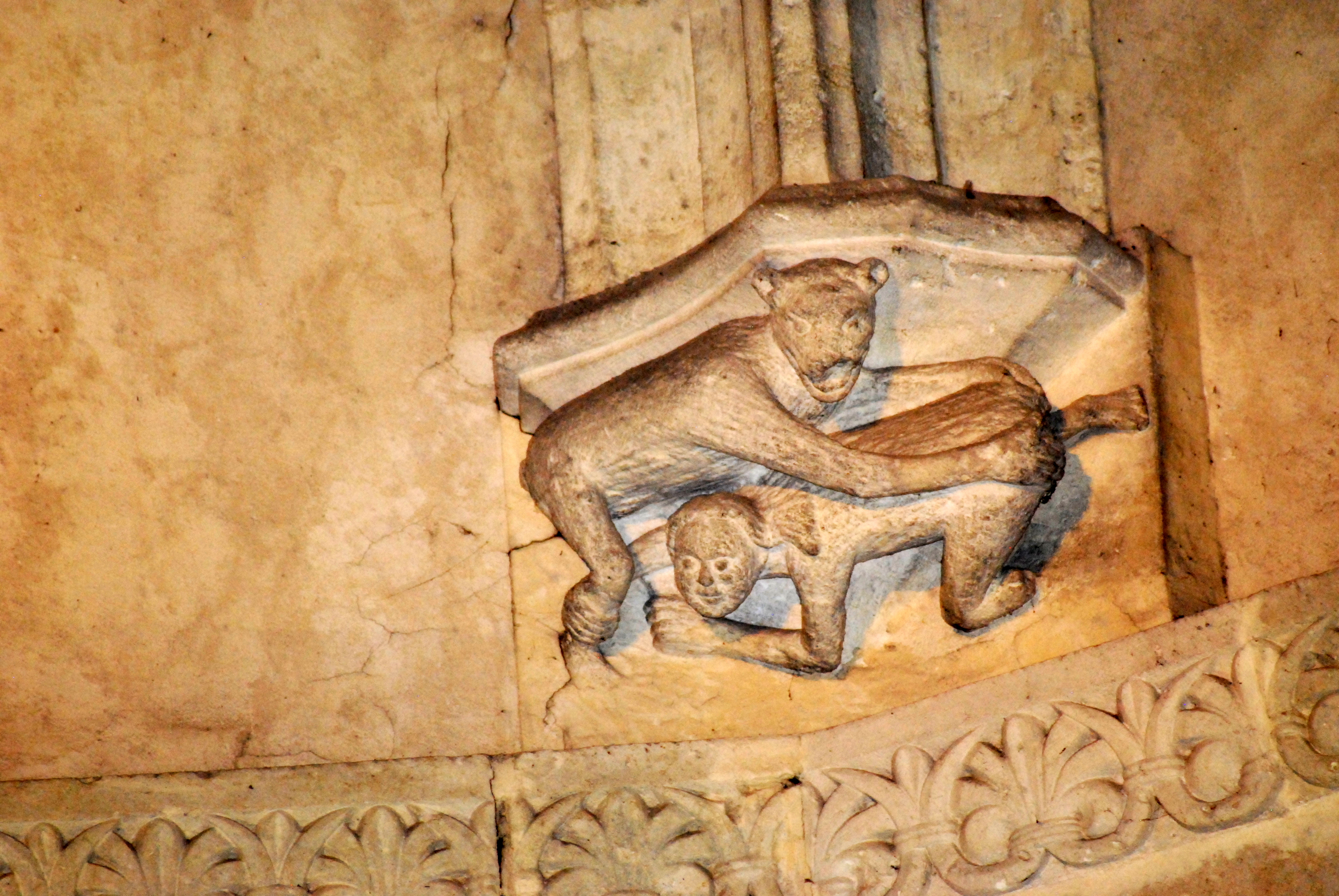
Bestialité.
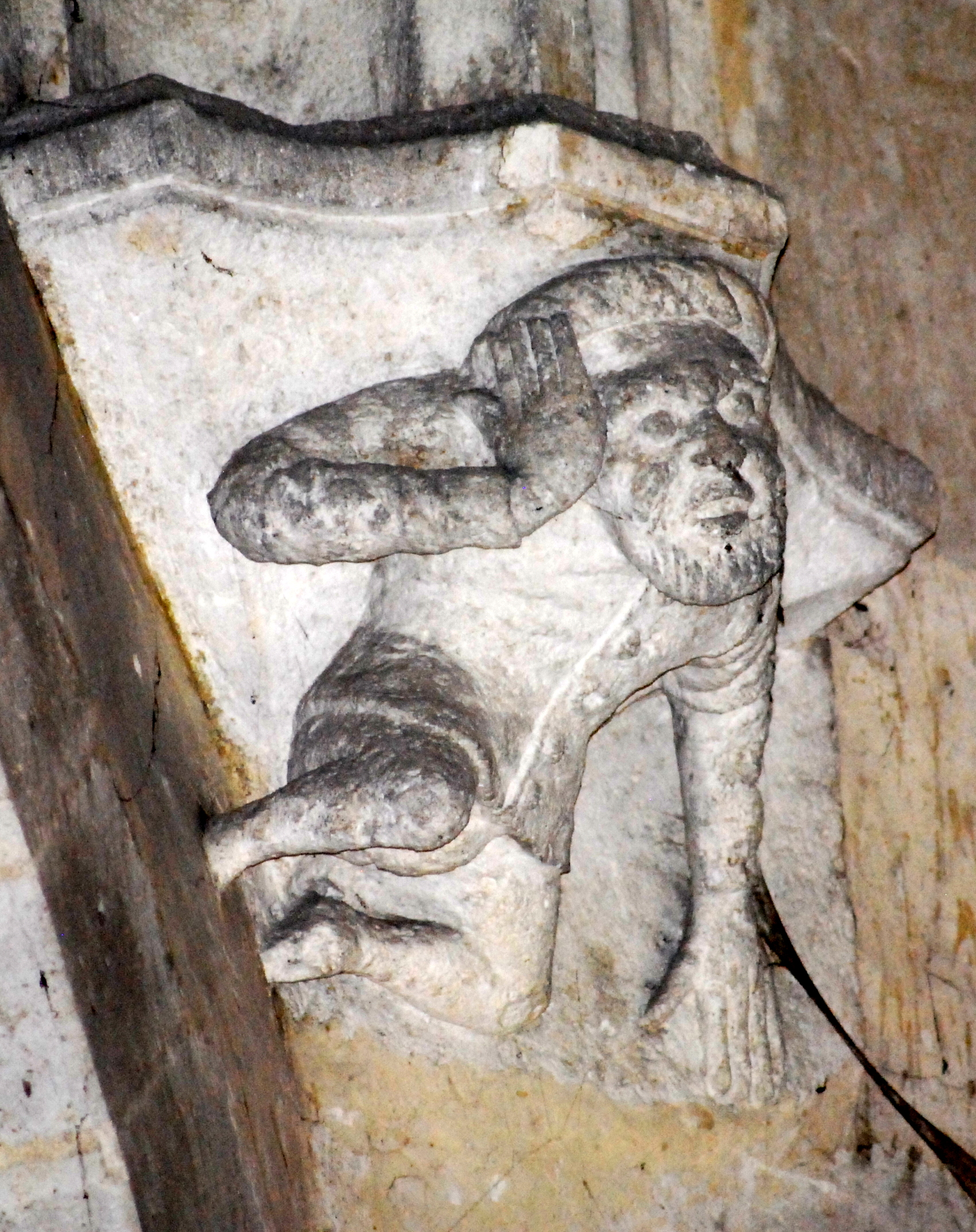
Le paresseux.
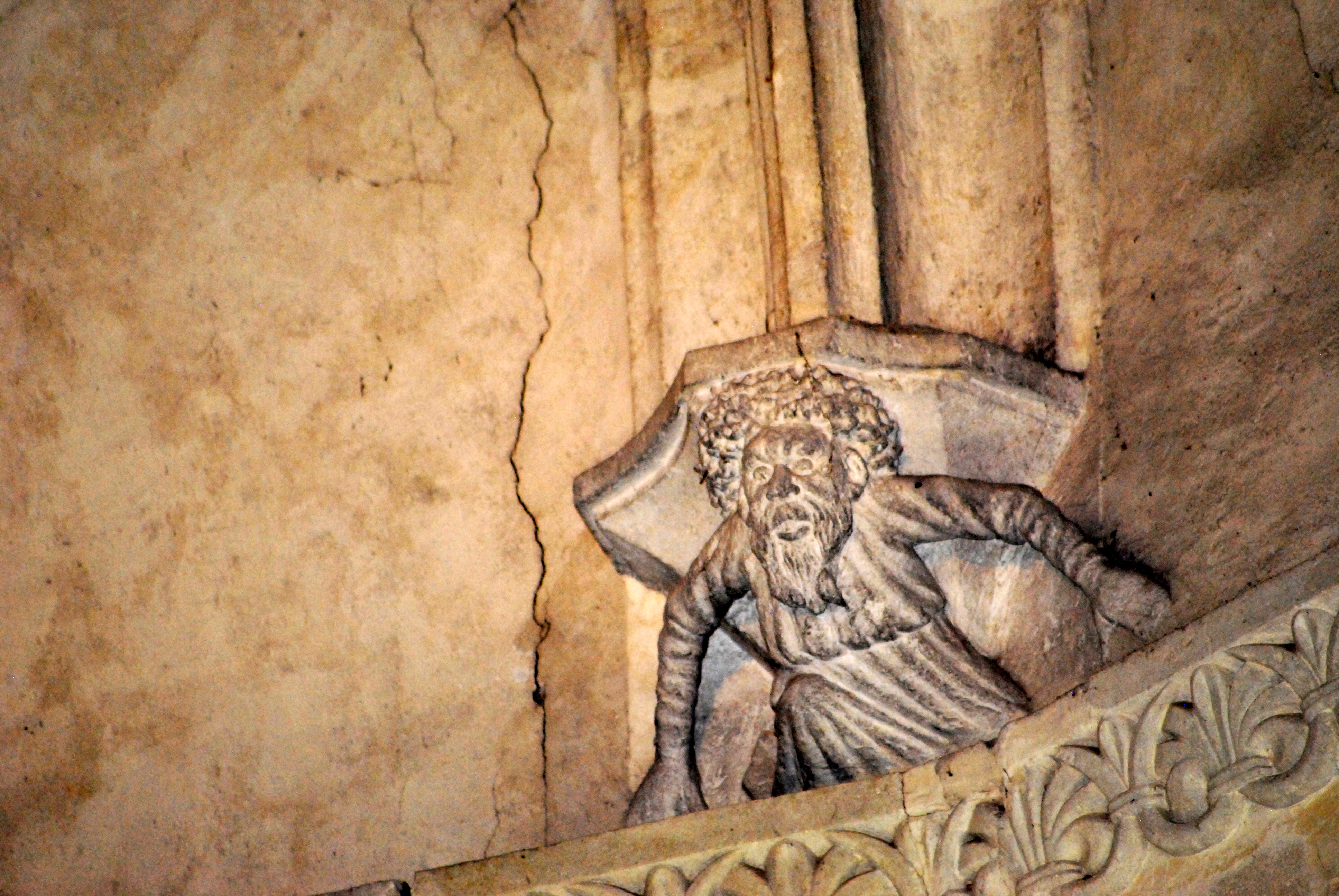
L'ahuri.

Ils représentent l'homme pécheur qui plonge ses mains volontairement dans la gueule d'une bête maléfique ; une femme soulevant sa jupe et écartant ses cuisses ; un homme et une bête se caressant ; un paresseux ; le tout sous le regard ahuri d'un homme.

### Mobilier liturgique
L’église conserve un mobilier liturgique d’une grande rareté, qui a particulièrement retenu l’attention de Léo Drouyn. Celui-ci a tout d’abord laissé le dessin d’une piscine aménagée à la fin du Moyen Âge qui réutilise pour base une pierre sculptée romane. Celle-ci a disparu, elle était placée au sud du chœur.
À l'intérieur de l'église, à gauche du portail sud, se trouvent les fonts baptismaux. Ils sont cannelés et monolithes. Ils auraient été sculptés, au XVe siècle, dans une pierre qui aurait servi de lest à un navire commercial anglais venu, à vide, chercher du vin dans la région. Les fonts ont été classés en 1840.
Des fonts baptismaux semblables, et datant de la même époque, se trouvent dans l'église de Vensac, une commune voisine et dans l'église Notre-Dame de Bayon-sur-Gironde, sur l'autre rive de la Gironde.
Le lutrin en bois du XVe siècle est peut-être le seul de cette époque existant encore dans le département de la Gironde. Cet objet en bois sculpté servait à poser le livre de chant lors des offices. Le lutrin a été classé en 1903.
Une tribune d'orgue en pierre. Dans le mur nord du chœur, au-dessus des stalles, se trouve un encorbellement gothique sculpté du XVe siècle qui s’élève vers la voûte. C'est une tribune pour une orgue mais l’on s’en servit comme tribune au XVIIIe siècle. On y accède par un escalier situé dans le pilier du chœur. La tribune a été classée en 1840.
La chaire à prêcher : le prêtre montait jadis dans cette petite tour de bois pour surplomber les fidèles et donner plus de force à ses critiques ou ses conseils.

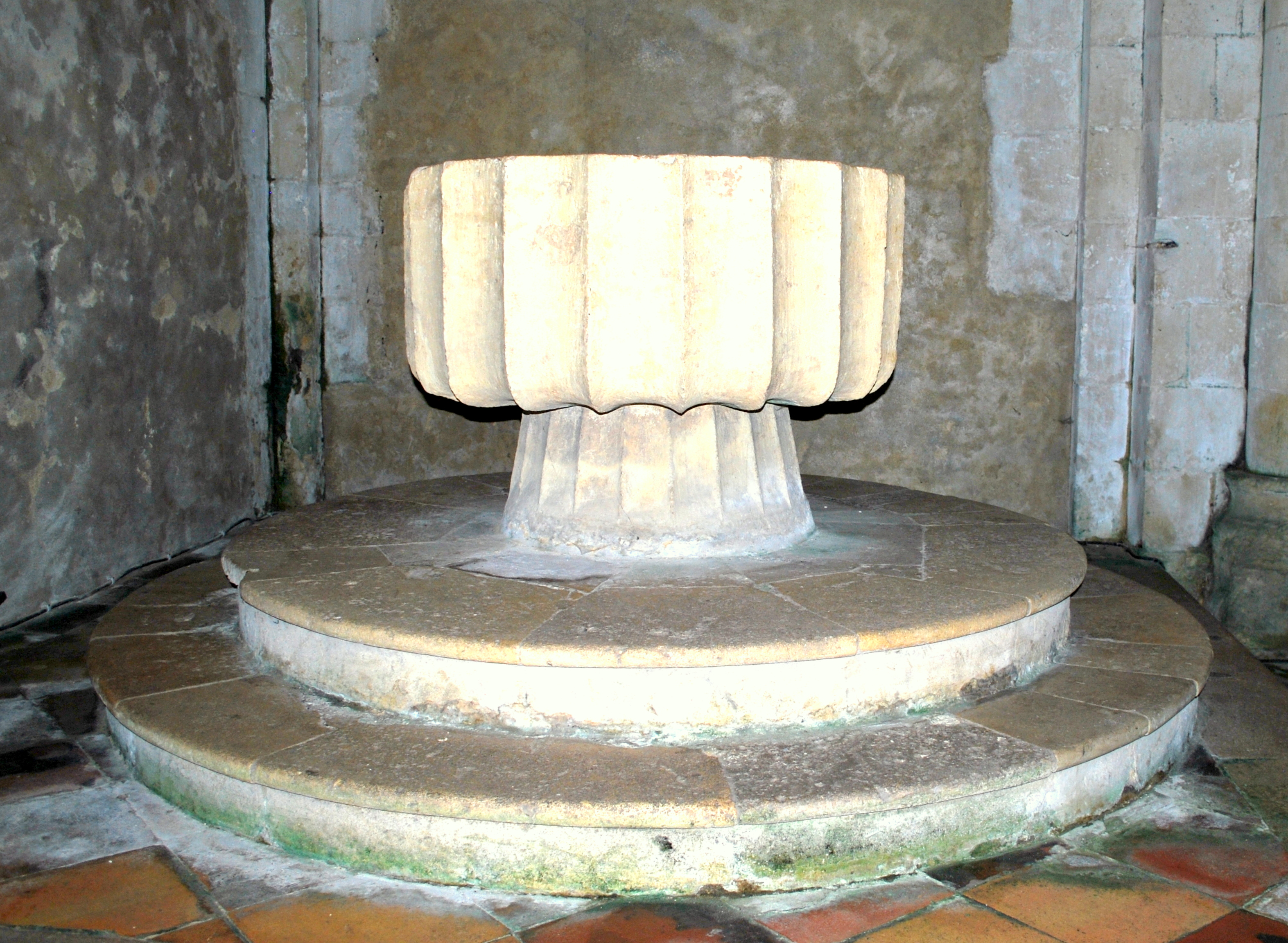
Fonts baptismaux.
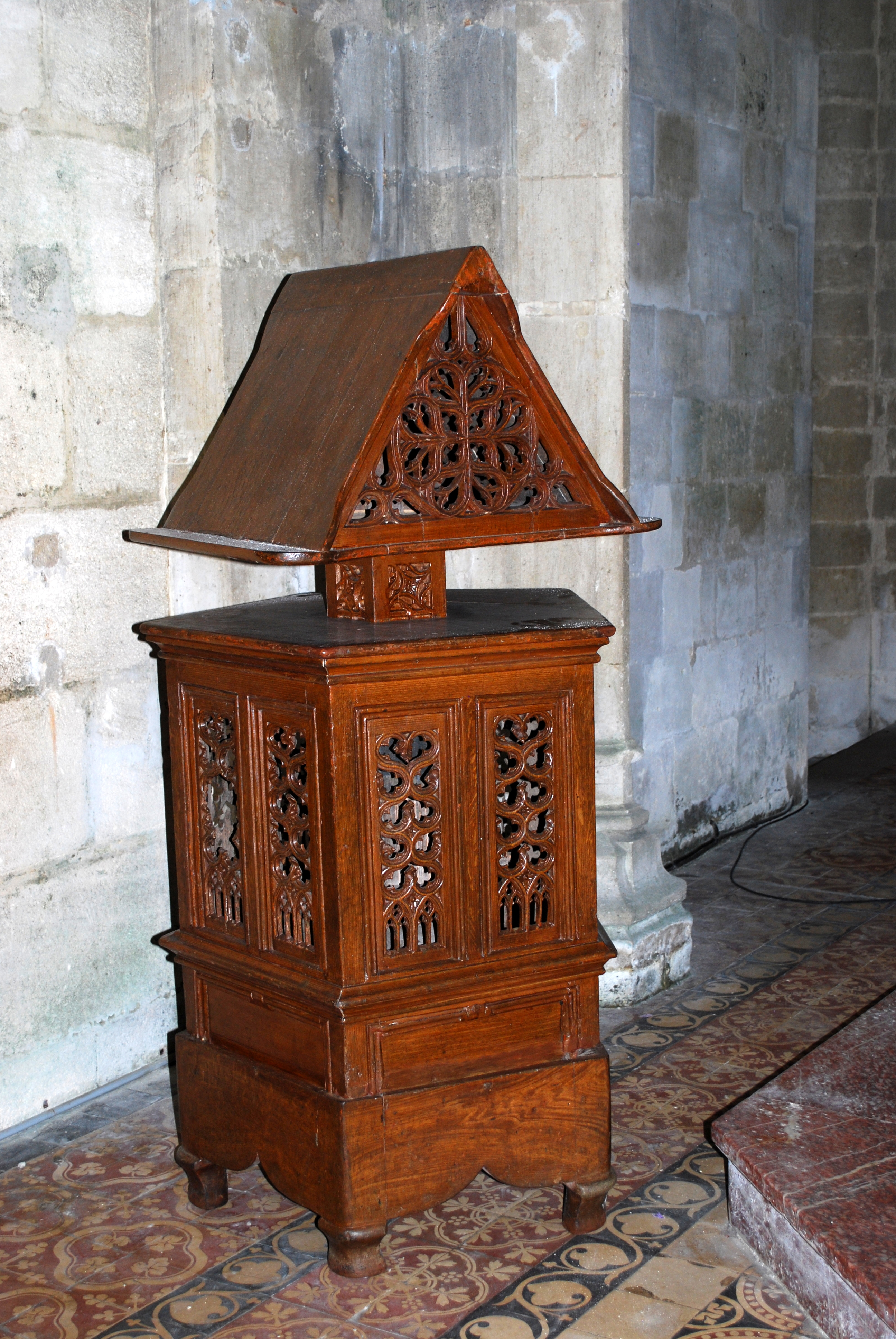
Lutrin.
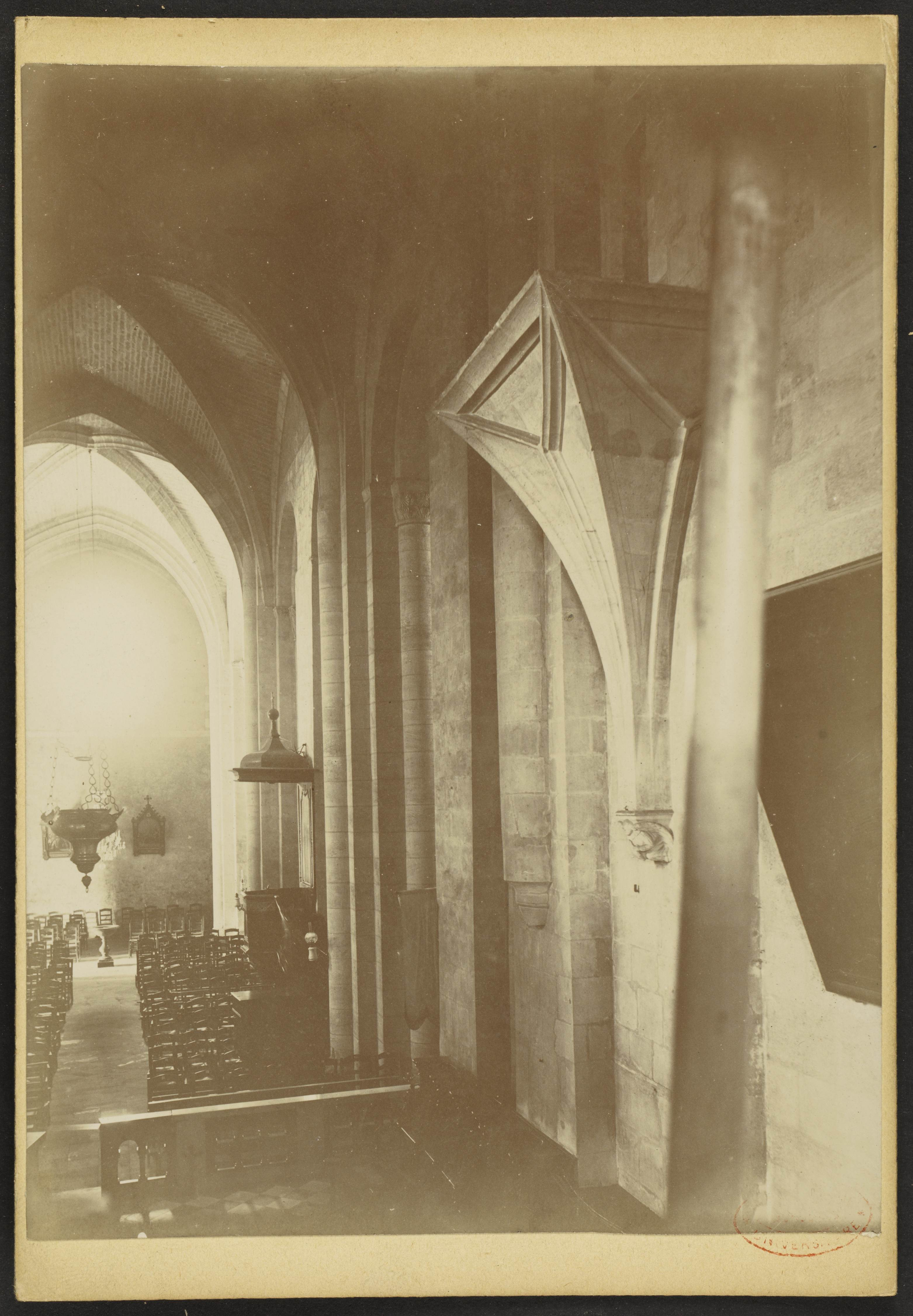
Tribune d'orgue.
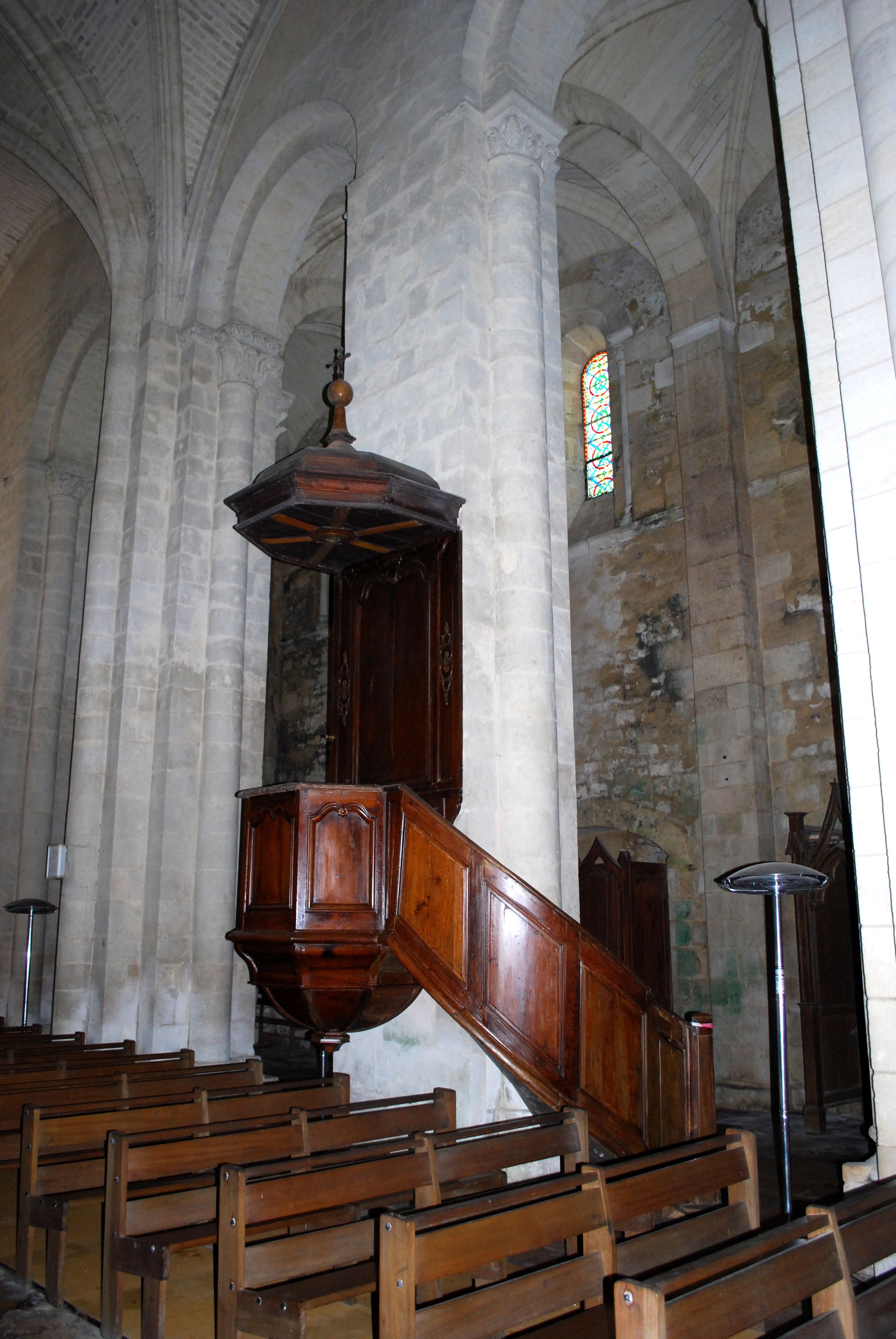
Chaire à prêcher.

#### Les stalles
Des stalles de bois sont placées de part et d’autre du chœur. Quatorze sièges sont conservés. Elles ont été fabriquées à la fin du XVe siècle et classées en 1840. Ces stalles proviennent, peut-être, de la salle capitulaire de l'abbaye.
Une seule des miséricordes des stalles est figurée, avec une représentation d'Adam et Ève.
Différents thèmes sont abordés sur les accoudoirs : une femme chevauchant un homme bridé comme un cheval. C'est une représentation du Lai d'Aristote. Celui-ci s’appliquant à détourner Alexandre le Grand des charmes d’une belle indienne indique, par sa posture à quatre pattes, qu’il est devenu l’esclave de la femme qui est sur son dos, comme le sera Alexandre s’il succombe à l’amour.
Un moine au tonnelet, témoin de la présence des bénédictins, reconnaissables à leur coule.
Des créatures grotesques.
Ce type de mobilier est très rare en Gironde. Celles de Vertheuil sont les plus anciennes, mais l’on peut signaler les stalles de la collégiale de Saint-Émilion, l'église de Saint-Étienne-de-Lisse (dont un des accoudoirs figure la sculpture d'une femme nue à cheval) ainsi que celles de la basilique Saint-Seurin de Bordeaux.

Stalles
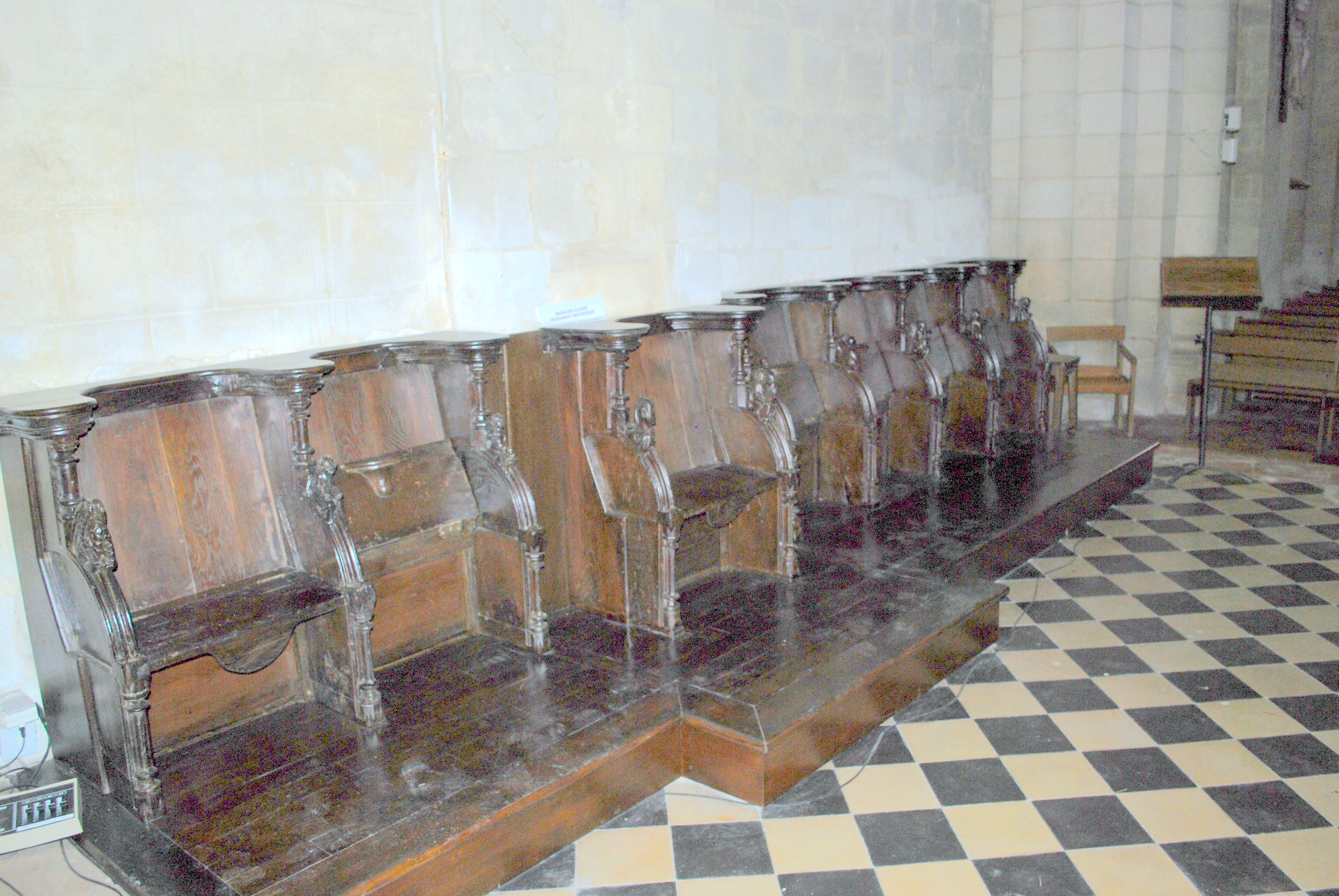
Chœur Sud.
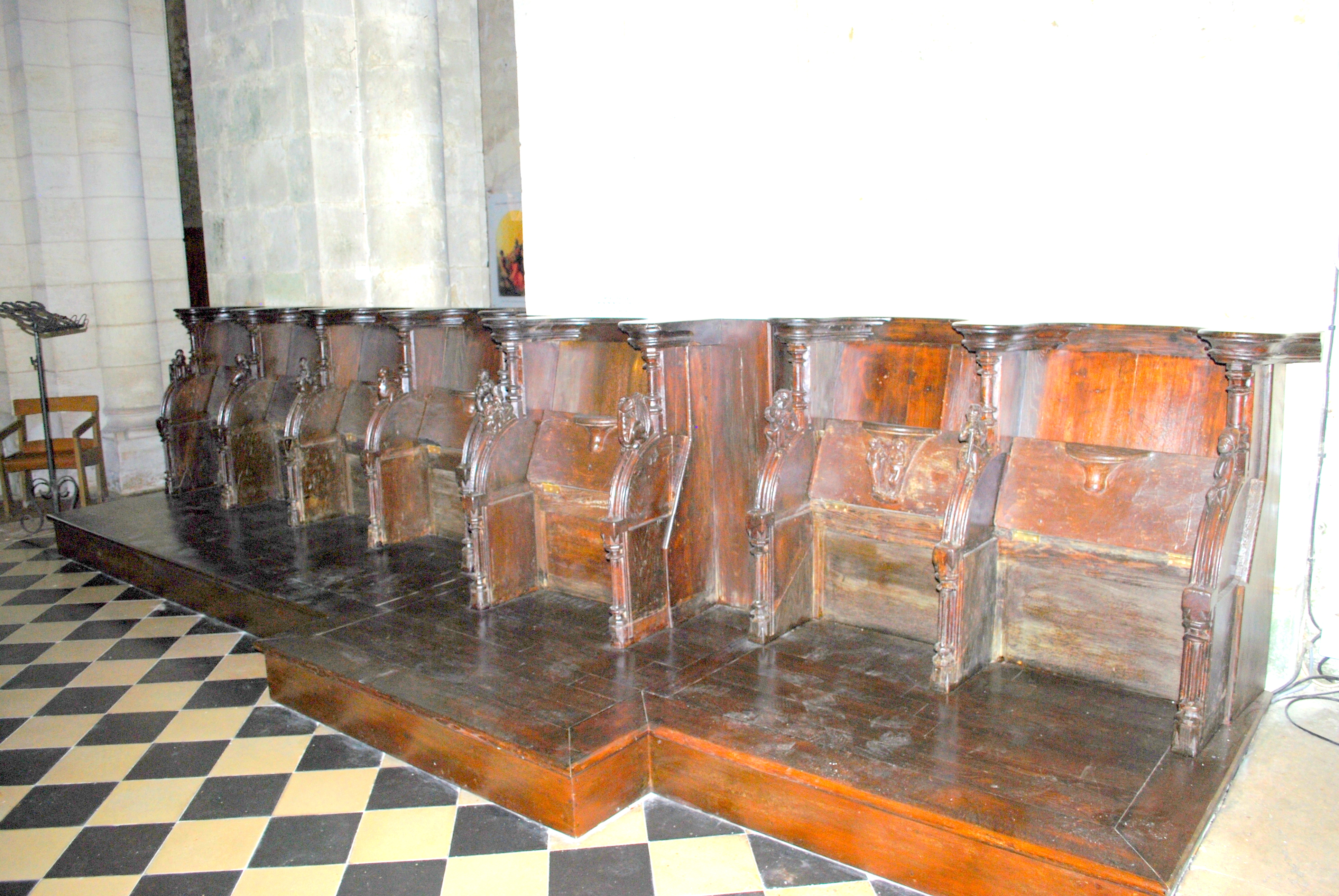
Chœur Nord.
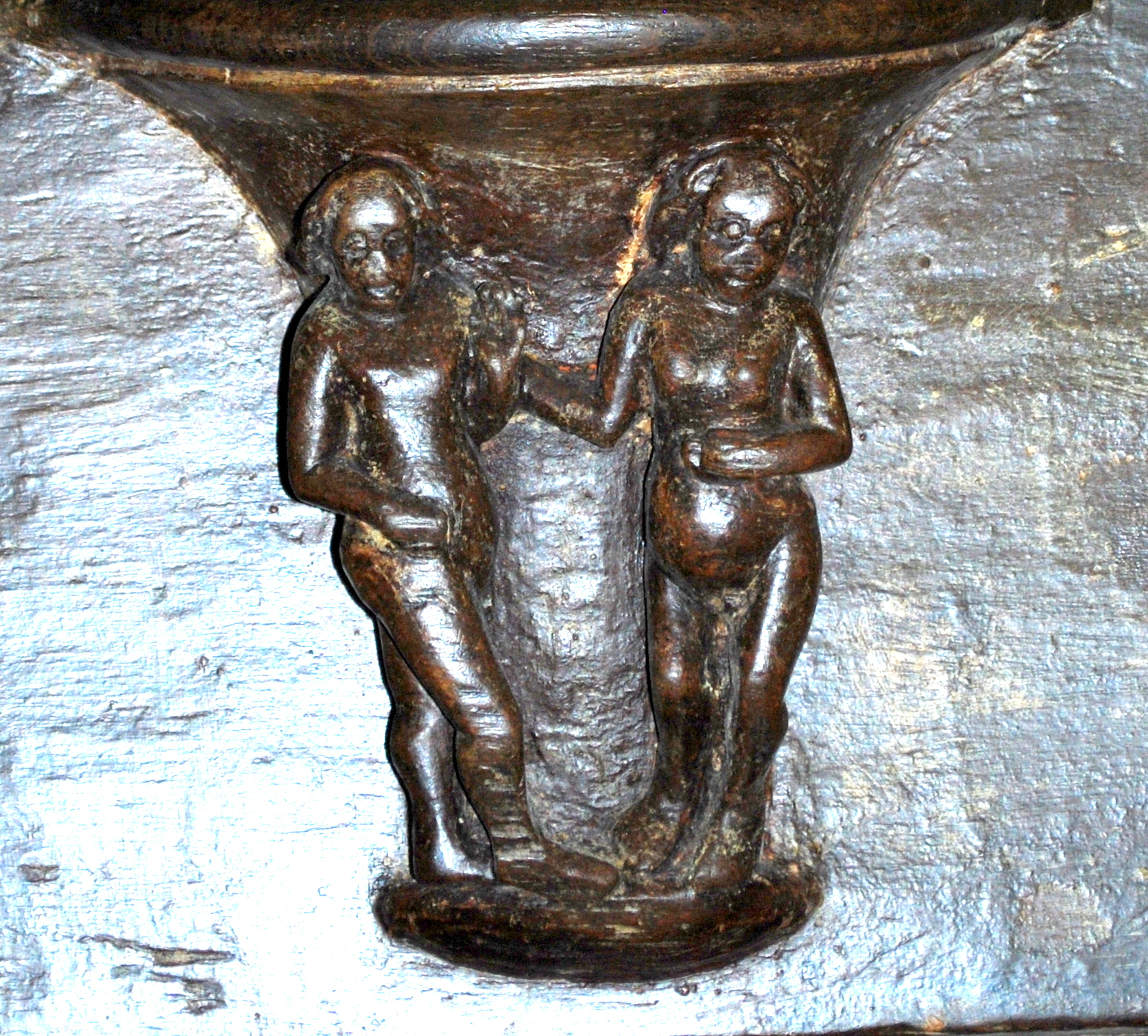
Adam et Ève.
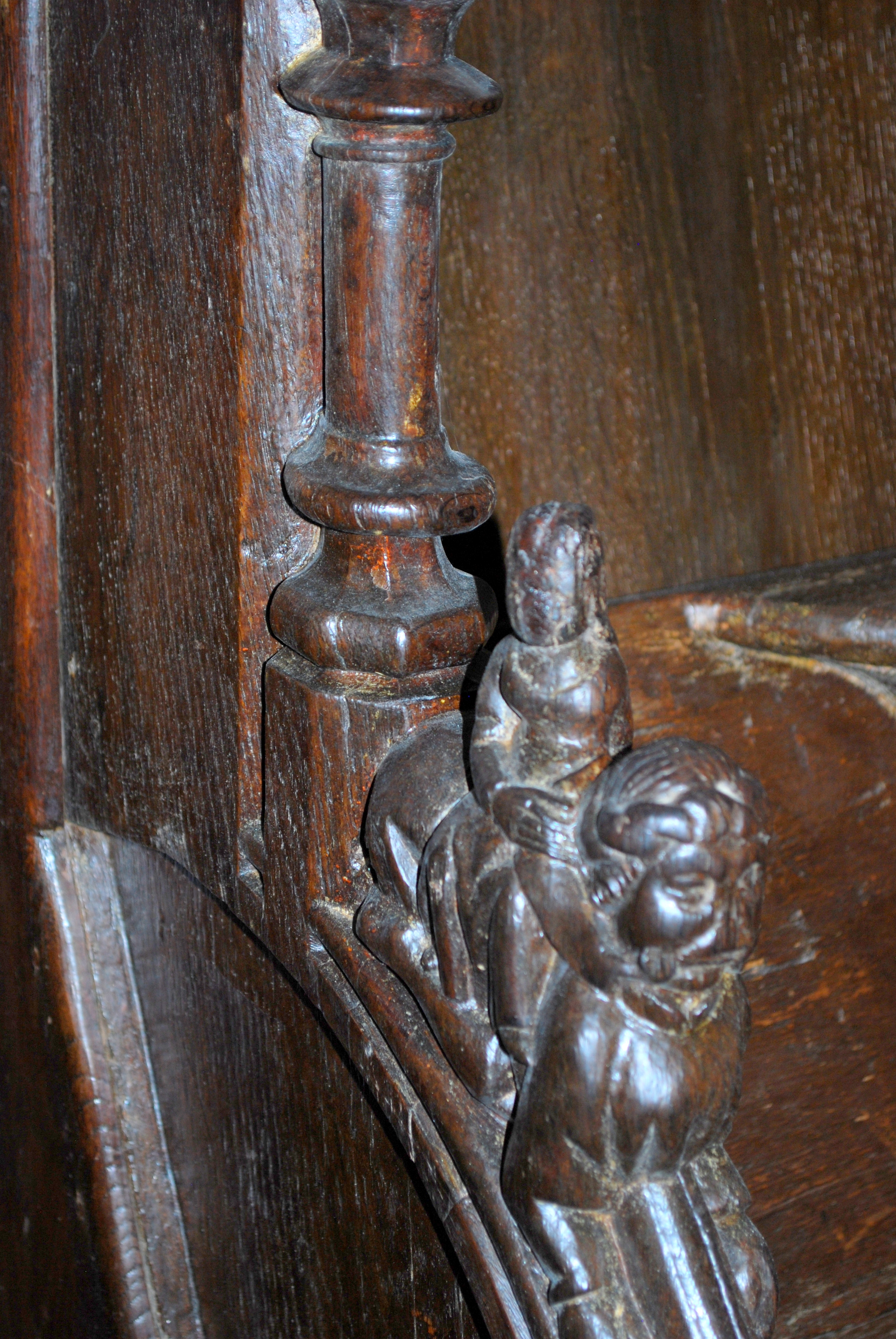
Lai d'Aristote.

### Extérieur de l'église
La place de l'église marque l'emplacement de l'ancien cimetière, des dalles de pierre matérialisent le tracé de son mur.
Une inscription, difficilement lisible, sur la croix, relate que dans les années 1570, lorsque les guerres de Religion faisaient rage, fut exécuté, sur ordre du roi Charles IX, un magistrat protestant du village, le juge Esqui.

#### Le portail
Dans le mur sud de l'église se trouve un portail roman d’inspiration saintongeaise. Le portail a été modifié au XVIIe siècle par l’ajout d’un encadrement de porte de style néo-classique présentant une tête d’angelot. C’est que, jusqu’alors, l’église était la propriété des religieux, qui y pénétraient à partir de l’abbaye. Lorsqu’en 1753, l'église devint paroissiale, on sacrifia au style néo-classique.
Les trois voussures du portail sont assez érodées, mais encore lisibles.
Sur la première voussure on voit une série (22 actuellement, mais probablement 24 avant la modification du portail) d'hommes habillés en tunique longue. Les figures sont assez érodées, certains observateurs pensent que les hommes se tiennent la barbe, d'autres qu'ils jouent un instrument de musique (flûte ou pipeau). C'est certainement une représentation des Vieillards de l’Apocalypse Apocalypse de Jean, chapitre 4, verset 4 : Autour du trône étaient vingt-quatre trônes, et sur ces trônes vingt-quatre vieillards assis, revêtus de vêtements blancs, avec des couronnes d'or sur leurs têtes. Ce thème était assez populaire en Aquitaine, mais rarement avec les vingt-quatre en totalité. On trouve des claveaux quasi identiques sur une voussure du portail de l'église Notre-Dame d'Avy où les personnages jouent clairement des instruments de musique.
La deuxième voussure est décorée avec une série de personnages entremêlés avec des lianes.
Au sommet de la troisième voussure se trouve un personnage qui tient dans chaque main un cor ou une trompette qu'il sonne, sans doute une autre référence à l'Apocalypse de Jean, tandis que de part et d’autre, des personnages, opposés deux à deux, s’activent dans la vigne ou les champs.
L'archivolte est décorée avec une série d'hommes, partant de l'est et allant vers l'ouest, qui portent un rinceau sur l'épaule et qui le tiennent entre les mains. Habituellement les décorations sont symétriques par rapport au sommet de l'arc.

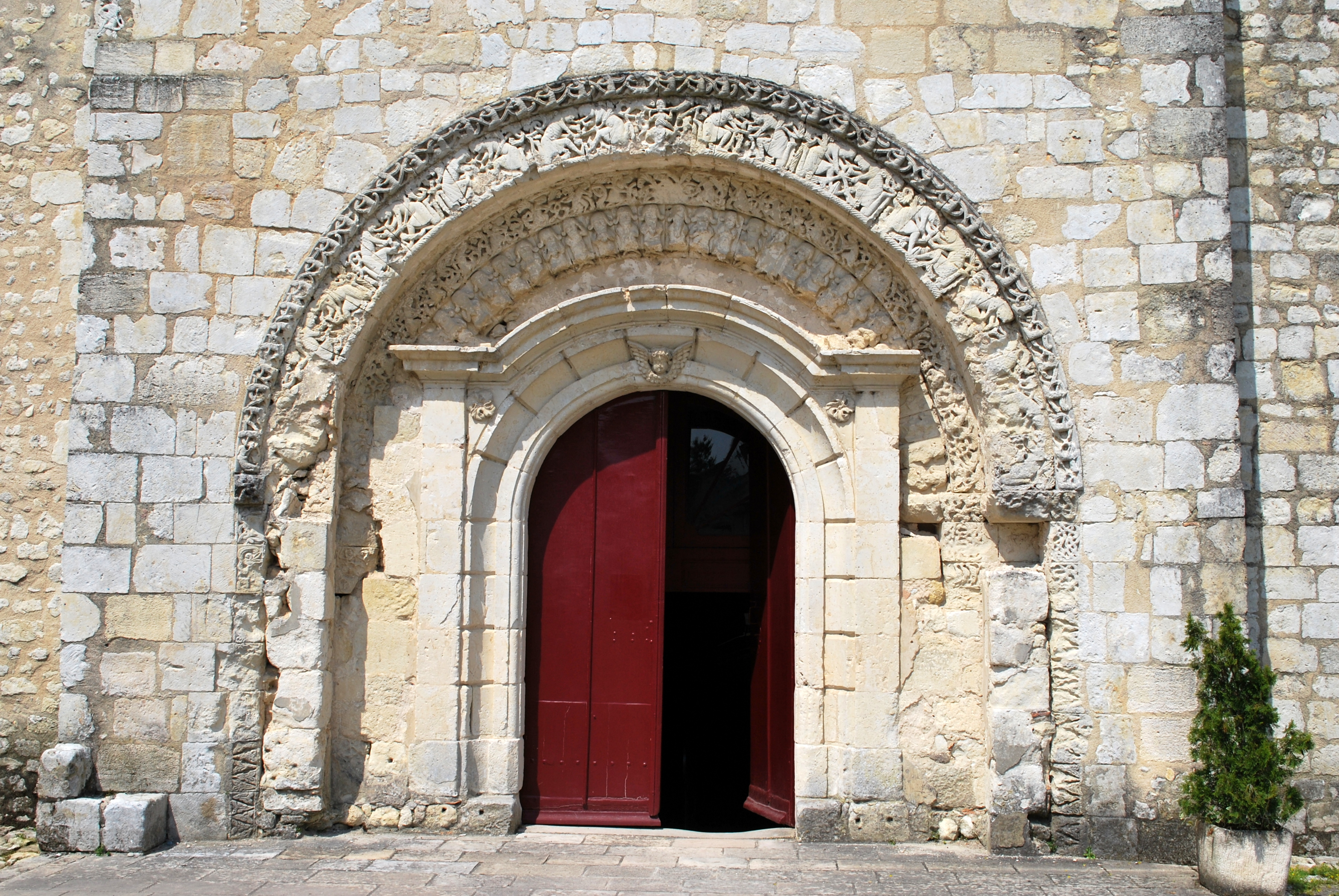
Portail de Saint-Pierre.
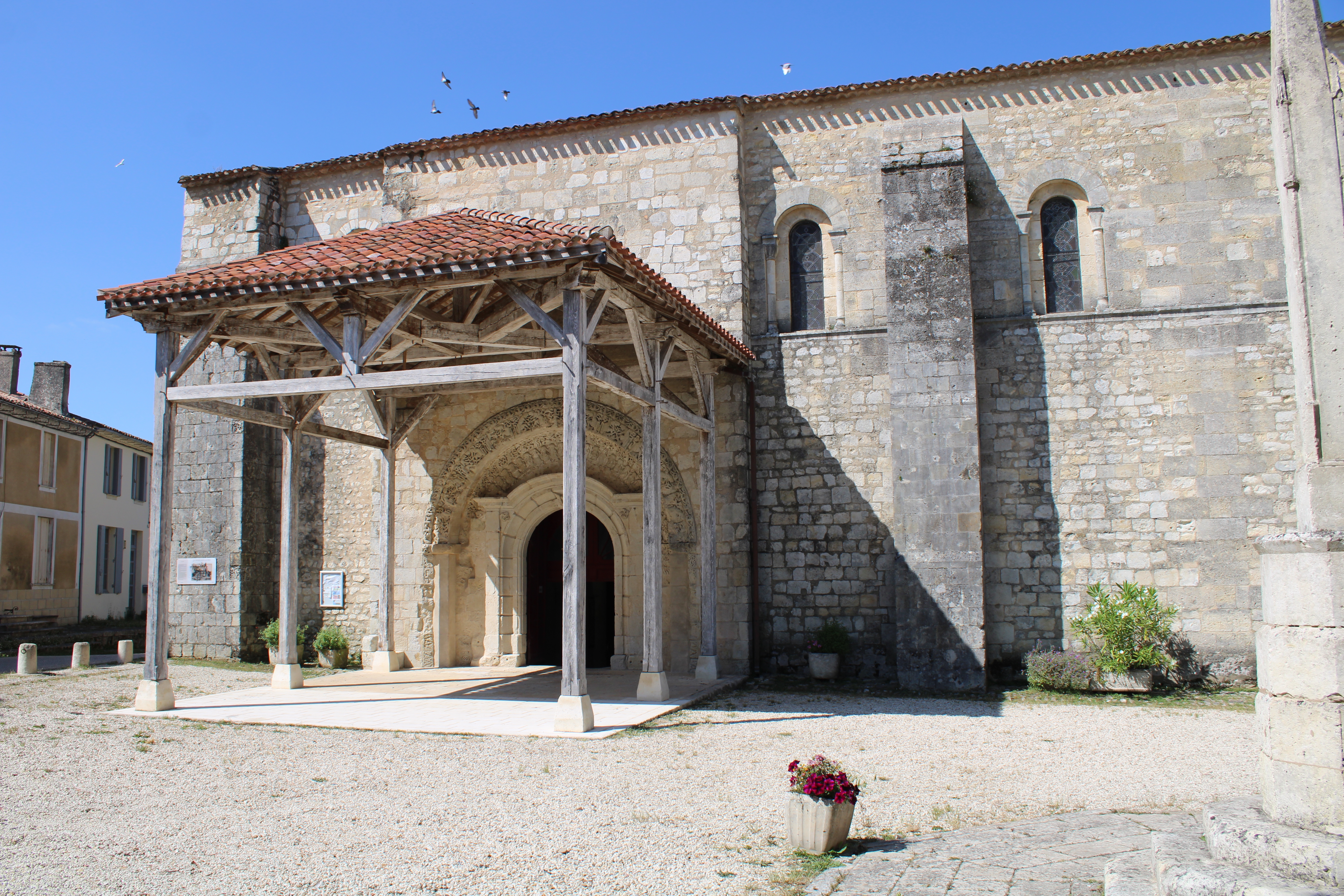
Le portail en 2022 avec son abri en bois.
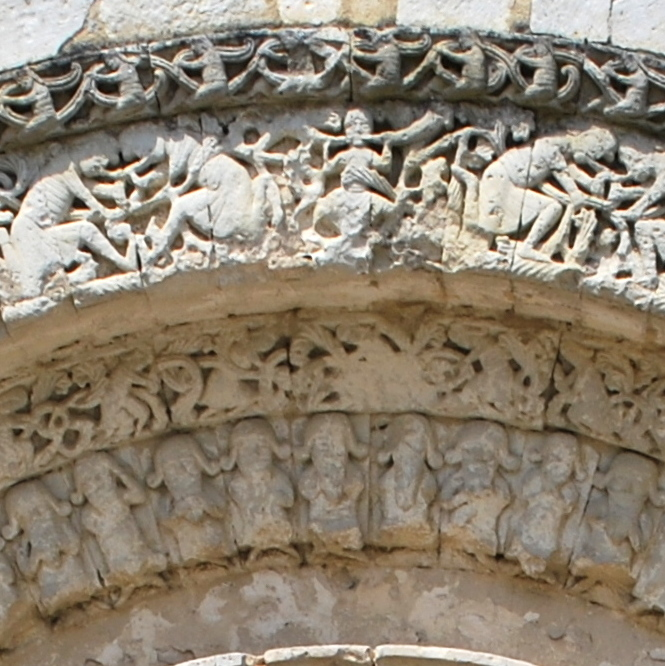
Voussures (détail).
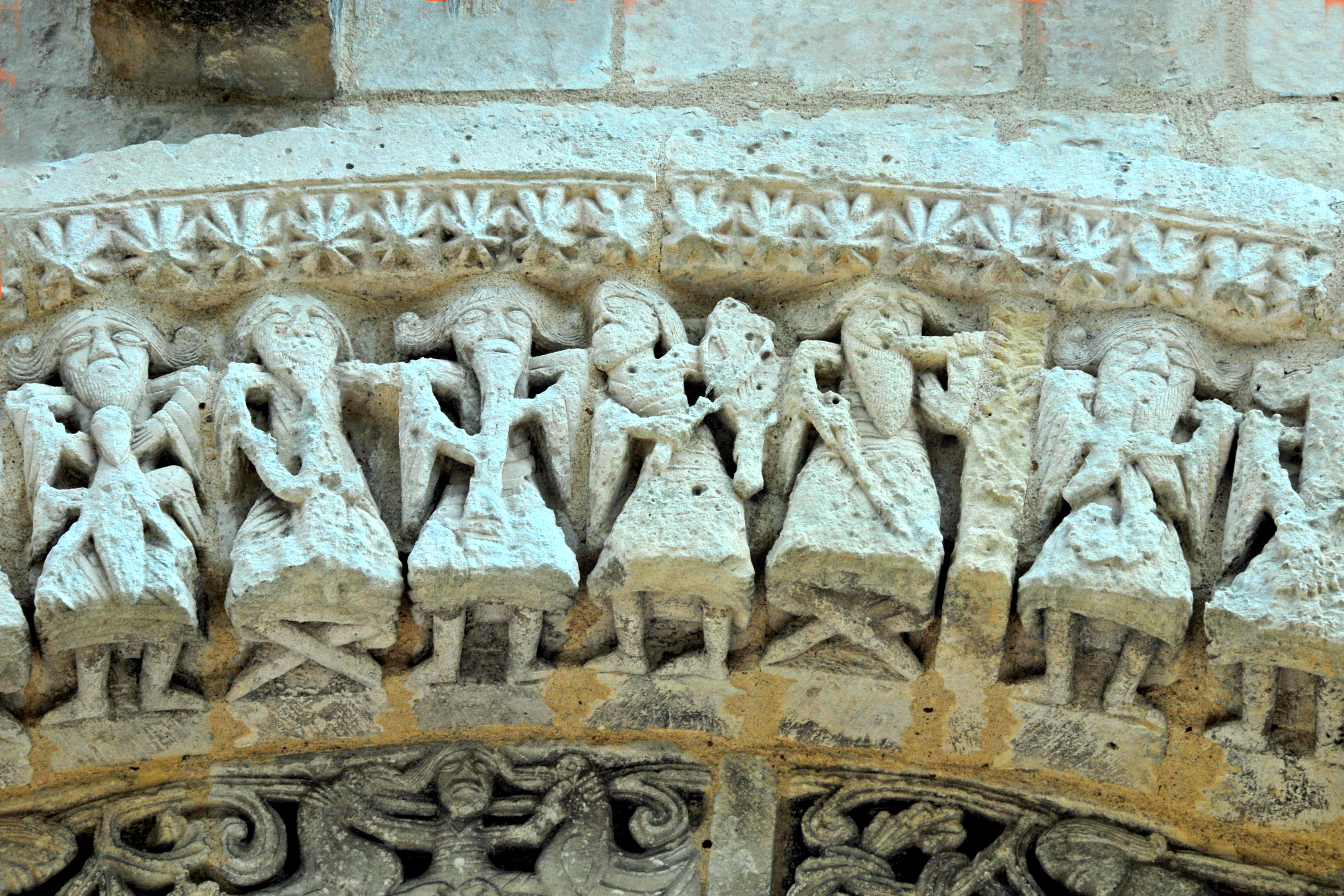
Église Notre-Dame d'Avy.

#### Les clochers
La présence de deux clochers, édifiés sur les côtés sud et nord de l'église, est unique en Gironde. Le plus ancien (XIIe siècle), au nord, est le plus ouvragé. Il est à trois niveaux :
- le premier est brut, si bien que les colonnes engagées qui ornent le deuxième niveau, qui est également carré, portent sur des culs-de-lampe ;
- le troisième niveau est de plan octogonal et il était destiné peut-être à porter une flèche conique renflée, pareille à certaines flèches de la Saintonge. Les deux étages sont percés de fenêtres romanes cintrées et surmontés d'une corniche.

Le plus récent (XVIe siècle), au sud, est une tour carrée, construite pour la défense, lors des guerres de Religion. Il abrite un escalier donnant accès au chevet surélevé et fortifié. On y a accès également par l’extérieur, grâce à la tourelle qui y est accolée.
Au-dessus de la porte de la tourelle on distingue une sculpture en mauvais état. C’est un blason qui a probablement appartenu à un abbé au XVe siècle : une mitre et une crosse (signes distinctifs d'un abbé) ; trois coquilles (en référence aux pèlerins sur le chemin de Saint-Jacques de Compostelle) ; un lion rampant signale l'appartenance de la Guyenne au royaume d'Angleterre. Ce blason est désormais celui de la commune.

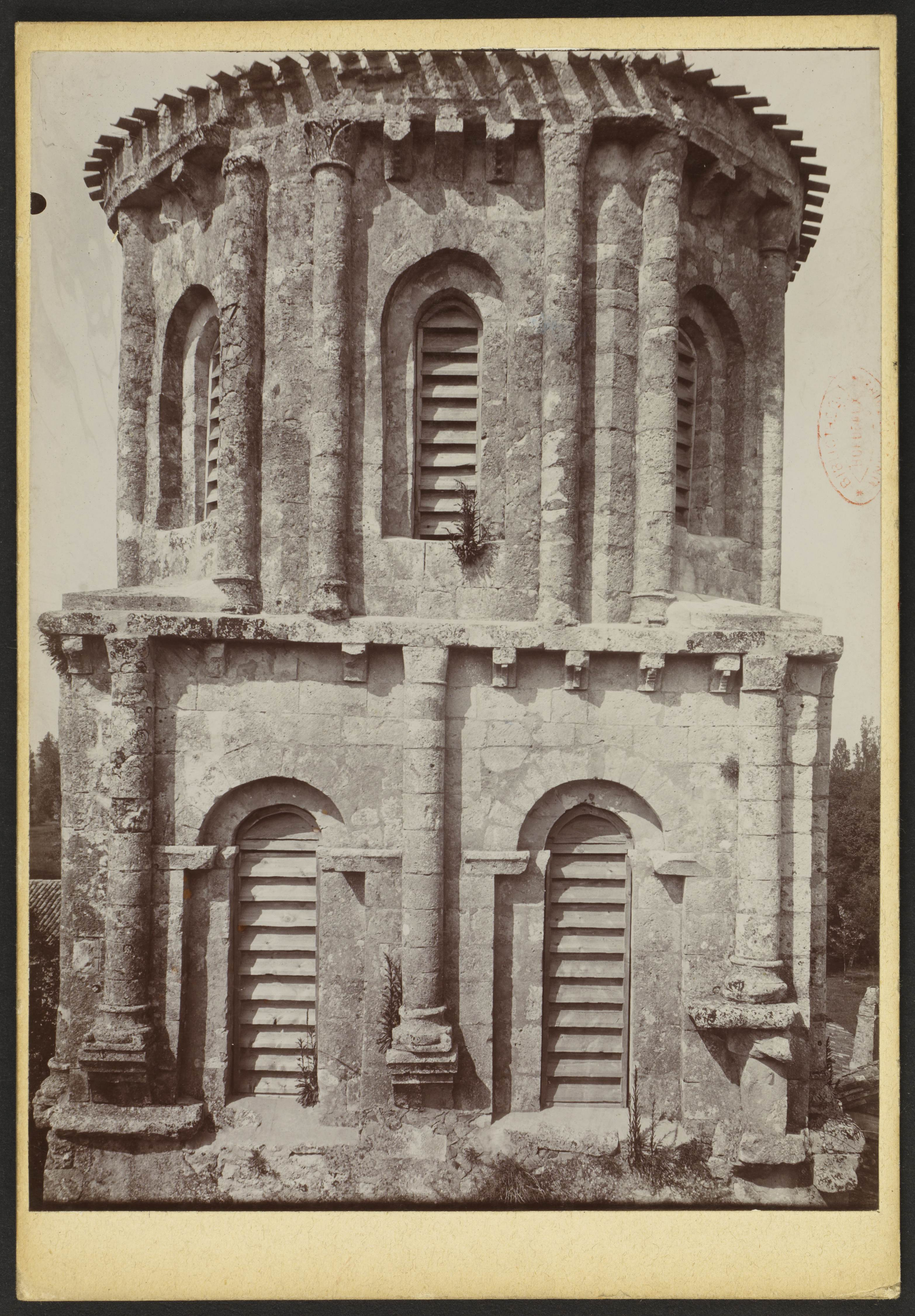
Clocher nord vers 1895 (Brutails).
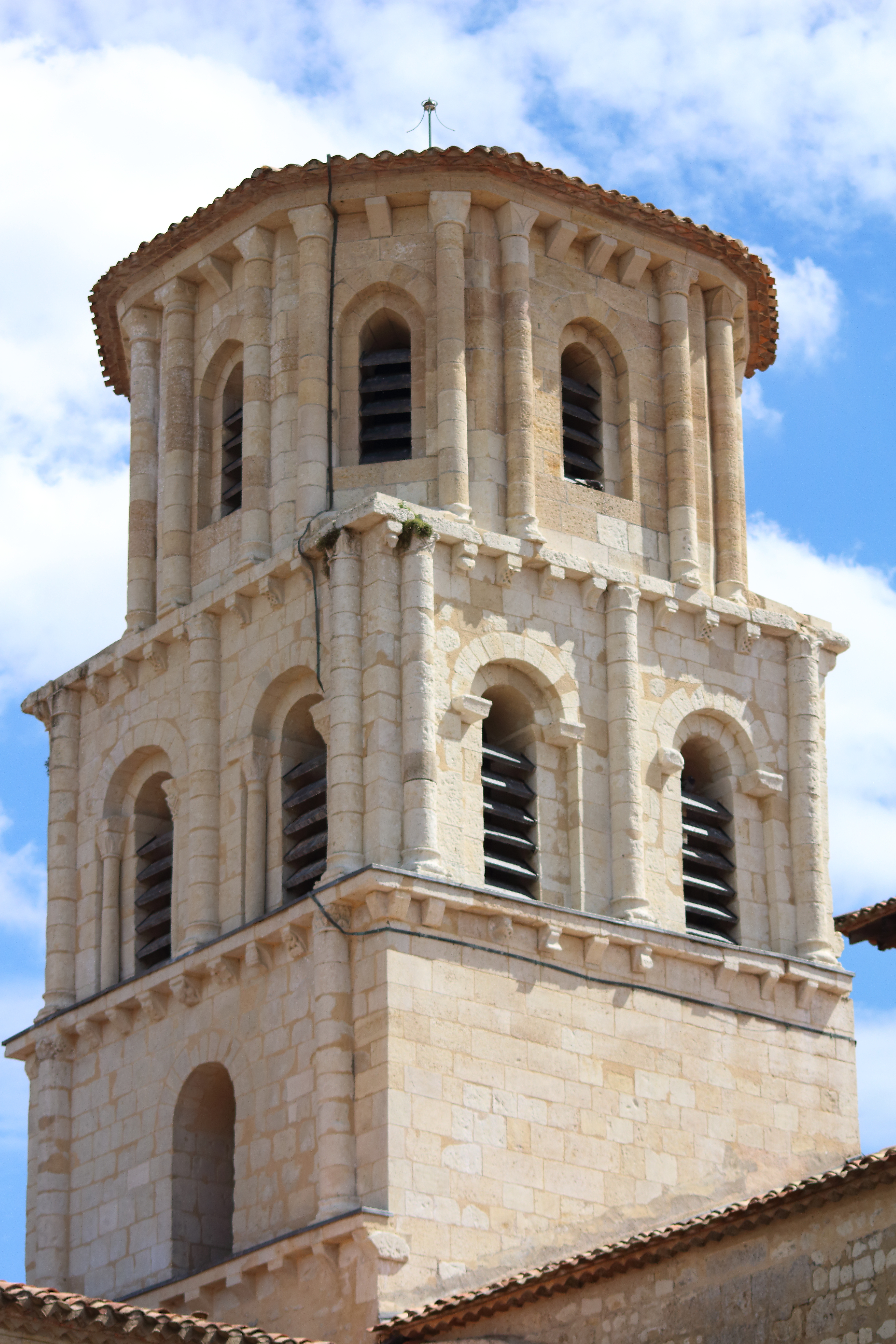
Clocher nord en 2015.
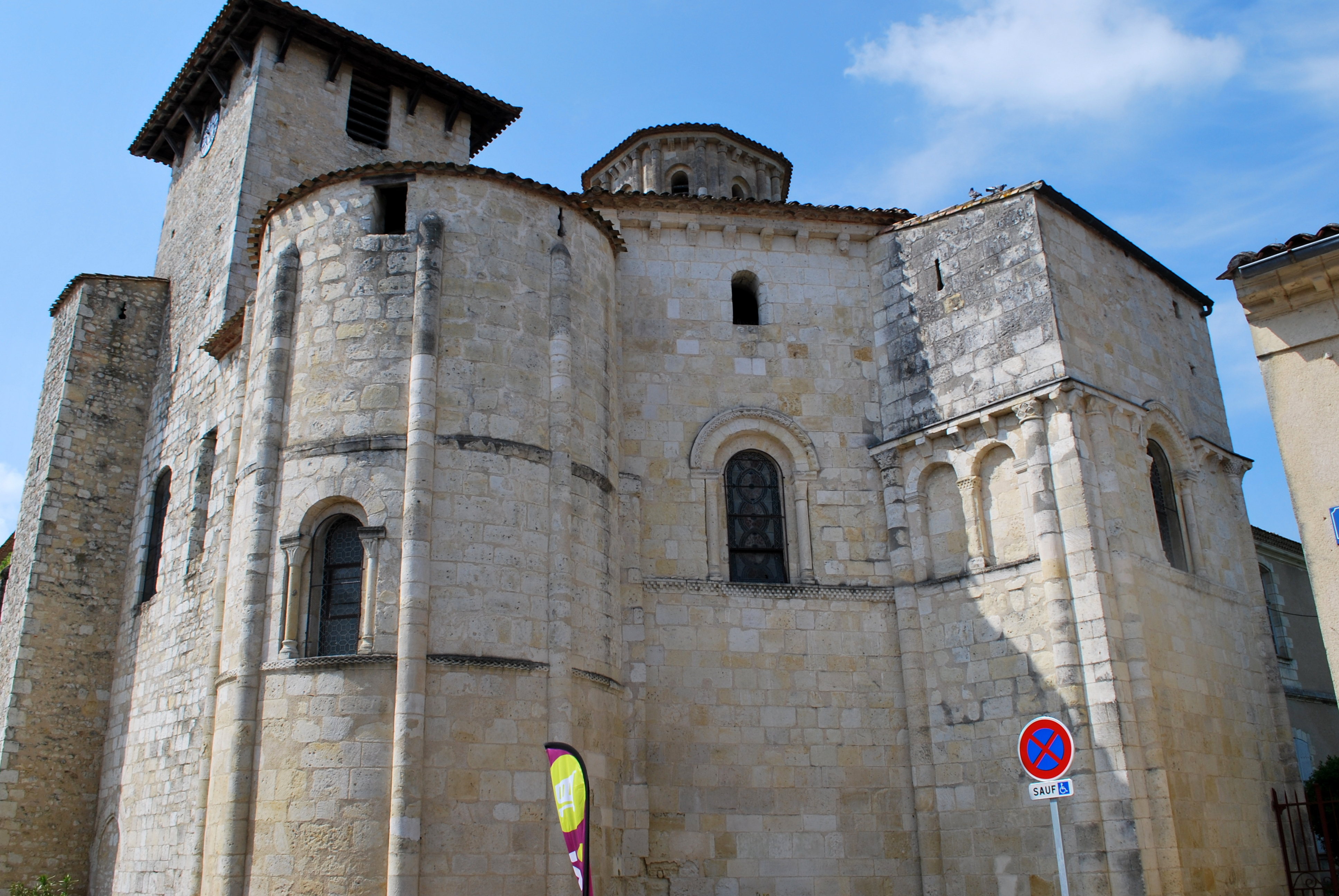
Absidioles et clocher sud.
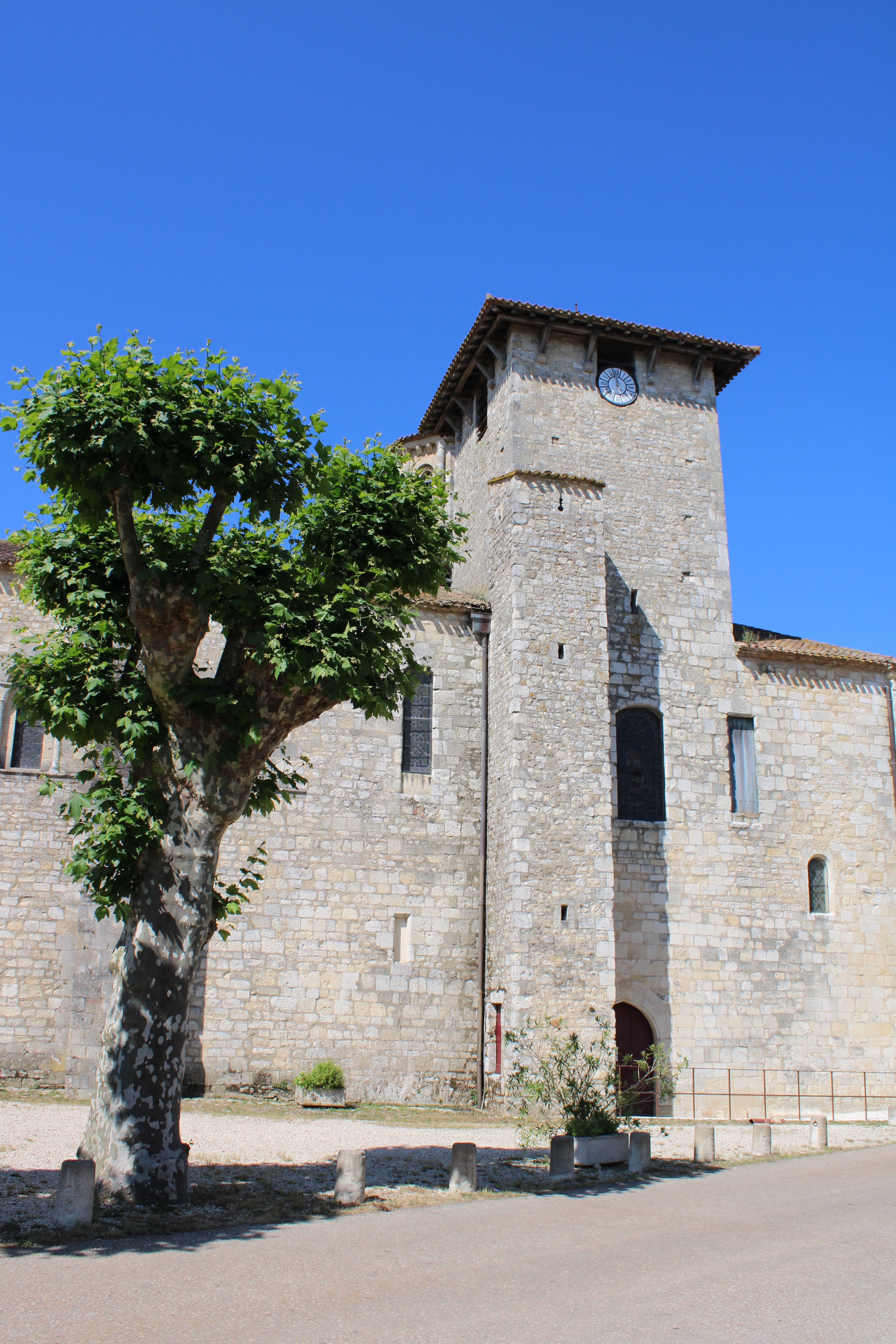
Le clocher sud et son horloge.

## Abbés
Liste établie d'après celle de l'abbé Hugues Du Tems[réf. nécessaire].

### Abbés réguliers
- 1106 : Eudon, ou Eudes, un religieux bénédictin venant de l'abbaye de La Sauve-Majeure.
- 1187 : Guillaume Ier de Peis ou Pers
- 1234 : Gombaud de La Fite
- 1254 : Wilhem ou Guillaume
- 1263-1264 : un abbé anonyme
- 1309 : Guillaume Fortoneau ou Wilhem Hortunel ou Guilhem Fortoneu, vraisemblablement un prélat de la cour du pape Clément V car il est nommé dans les actes Monseigneur.
- 1344 : Ramond Faure
- 1358 : Vital Roland (dans un titre de 21 avril 1399 un :  Videau Rollan étoit per la gracia de Diu, Abbat der Monastey de Sent Pey de Verthulh Est-ce le même ?
- 1364 : Arnaud de Luc
- 1407 : Pierre d'Arinhac
- 1409 : Pierre II
- 1412 : Pierre III Pallet
- 1436 : Pierre IV de Rinhac (est-il en rapport avec Pierre d'Arinhac ?)
- 1440 : Menaud de Casebelle ou Menault de Casavelhe dans un acte de bail à fief rédigé par Yvon Nobilis notaire en janvier 1441.
- 1455 : Helias Capuch (ou Capos) en date du 5 novembre, licencié, sans précision de faculté
- 1664 et 1478 : Menaud II
- 1483 : Jacques de Saint-Martin, suivant un titre du 9 février 1478 un nommé Jean de Saint-Martin est abbé
- 1493 : Pierre V ou Pey Garric

### Abbés commendataires
- 1515 : Pierre VI Pallet, conseiller au Parlement de Bordeaux
- 1523 : Jean Drouilhet
- 1524-1534 : Michel Gouyn
- 1552-†.4 septembre 1573 : Nicolas de La Chassaigne[Notes 1], conseiller du Roi en sa Cour du Parlement de Bordeaux, chanoine comme son frère Guillaume de la cathédrale Saint-André de Bordeaux. Oncle de Françoise de La Chassaigne et de don époux Michel Eyquem de Montaigne[13]
- 1573-1578 : Pierre de Vergey
- 1577-1600 : Guillaume de La Chassaigne, frère de Nicolas, prend possession le 23 juin 1578, lettres  de provisions datées de Rome le 30 novembre 1577. Il était comme son frère Nicolas chanoine de la cathédrale Saint-André de Bordeaux[14]
- 1600-1648 : Lancelot de Mulet de Volusan, conseiller du Roi au Parlement de Bordeaux, par bulle du pape Clément VIII en date du 24 avril 1600, il prit possession le 30 juin 1600[15]
- 1648- av.1674 : Michel Girard, homme de lettres secrétaire du duc d'Épernon prit possession le 2 septembre 1648
- 1680 : Claude Jaillot de Beaumont
- 1686-1686 : Pierre Sabatier (1654-1733), se démit la même année. Il fut nommé évêque d'Amiens en 1706.
- 1686-1732 : Jean de Clermont-Toury
- 1732 : René ou Étienne de Courtarvel [Notes 2], vicaire-général de Blois
- 1784 - 1790 : Toussaint-Joseph-Pierre de Boisboissel[Notes 3]. (né le 24 mars 1744-mort le 7 janvier 1819)[16], prêtre reçu chanoine, comte de Lyon en 1779, vicaire-général, chanoine et comte de Lyon, pourvu par lettres de provisions en date du 30 novembre 1784

## Propriétés, revenus et dépenses
Elle est taxée en Cour de Rome à 125 florins et vaut 7 000 livres.

### Cures
- Église Saint-Didier de Cantenac.
- Église Saint-Michel de Margaux.
- Église Sainte-Marie de Cissac.
- Église Saint-Pierre de Vertheuil.
- Cathédrale Sainte-Marie d'Auch.
- Église Saint-Saturnin de Bégadan.